# Liste der Kulturdenkmale in Stötteritz, Q–Z
Die Liste der Kulturdenkmale in Stötteritz enthält die Kulturdenkmale des Leipziger Ortsteils Stötteritz, die in der Denkmalliste vom Landesamt für Denkmalpflege Sachsen mit Stand 2017 erfasst wurden.
Aus Platzgründen ist diese Liste geteilt. In dieser Liste sind die Kulturdenkmale in den Straßen mit den Anfangsbuchstaben Q–Z erfasst. Die Kulturdenkmale in den Straßen A–J sind in der Liste der Kulturdenkmale in Stötteritz, A–J und in den Straßen K–P in der Liste der Kulturdenkmale in Stötteritz, K–P aufgeführt.

## Legende
- Bild: Bild des Kulturdenkmals, ggf. zusätzlich mit einem Link zu weiteren Fotos des Kulturdenkmals im Medienarchiv Wikimedia Commons. Wenn man auf das Kamerasymbol klickt, können Fotos zu Kulturdenkmalen aus dieser Liste hochgeladen werden:
- Bezeichnung: Denkmalgeschützte Objekte und ggf. Bauwerksname des Kulturdenkmals
- Lage: Straßenname und Hausnummer oder Flurstücknummer des Kulturdenkmals. Die Grundsortierung der Liste erfolgt nach dieser Adresse. Der Link (Karte) führt zu verschiedenen Kartendiensten mit der Position des Kulturdenkmals. Fehlt dieser Link, wurden die Koordinaten noch nicht eingetragen. Sind diese bekannt, können sie über ein Tool mit einer Kartenansicht einfach nachgetragen werden. In dieser Kartenansicht sind Kulturdenkmale ohne Koordinaten mit einem roten bzw. orangen Marker dargestellt und können durch Verschieben auf die richtige Position in der Karte mit Koordinaten versehen werden. Kulturdenkmale ohne Bild sind an einem blauen bzw. roten Marker erkennbar.
- Datierung: Baubeginn, Fertigstellung, Datum der Erstnennung oder grobe zeitliche Einordnung entsprechend des Eintrags in der sächsischen Denkmaldatenbank
- Beschreibung: Kurzcharakteristik des Kulturdenkmals entsprechend des Eintrags in der sächsischen Denkmaldatenbank, ggf. ergänzt durch die dort nur selten veröffentlichten Erfassungstexte oder zusätzliche Informationen
- ID: Vom Landesamt für Denkmalpflege Sachsen vergebene, das Kulturdenkmal eindeutig identifizierende Objekt-Nummer. Der Link führt zum PDF-Denkmaldokument des Landesamtes für Denkmalpflege Sachsen. Bei ehemaligen Kulturdenkmalen können die Objektnummern unbekannt sein und deshalb fehlen bzw. die Links von aus der Datenbank entfernten Objektnummern ins Leere führen. Ein ggf. vorhandenes Icon  führt zu den Angaben des Kulturdenkmals bei Wikidata.

## Liste der Kulturdenkmale in Stötteritz, Q–Z
| Bild                                    | Bezeichnung | Lage                                                                                               | Datierung | Beschreibung | ID       |
| --------------------------------------- | --- | -------------------------------------------------------------------------------------------------- | --- | --- | -------- |
|                                         | Mietshaus in geschlossener Bebauung und in Ecklage | Rudolph-Herrmann-Straße 1 (Karte)                                                                  | 1900 (Mietshaus) | späthistoristische Putzfassade mit Putz- und Kunststeingliederungen, Eckladen und Tordurchfahrt, ortsentwicklungsgeschichtliche und baugeschichtliche Bedeutung | 09263033 |
|                                         | Mietshaus in geschlossener Bebauung und in Ecklage | Rudolph-Herrmann-Straße 2 (Karte)                                                                  | um 1905 (Mietshaus) | Putzfassade in Formen des ausklingenden Historismus mit Jugendstilanklängen, risalitartige Eckbetonung mit polygonalem Erker und Türmchenabschluss, flankiert von Zwerchgiebeln mit Adlerreliefs, Läden, ortsentwicklungsgeschichtliche und baugeschichtliche Bedeutung | 09263034 |
|                                         | Mietshaus in geschlossener Bebauung | Rudolph-Herrmann-Straße 3 (Karte)                                                                  | um 1900 (Mietshaus) | späthistoristische Klinkerfassade mit Kunststein- und Klinkergliederungen, ortsentwicklungsgeschichtliche und baugeschichtliche Bedeutung | 09263035 |
|                                         | Mietshaus in geschlossener Bebauung | Rudolph-Herrmann-Straße 4 (Karte)                                                                  | um 1900 (Mietshaus) | Klinkerfassade in Formen des ausklingenden Historismus mit Jugendstileinschlag, Kunststein- und Klinkergliederungen, ortsentwicklungsgeschichtliche und baugeschichtliche Bedeutung | 09263036 |
|                                         | Mietshaus in geschlossener Bebauung mit Hinterhaus | Rudolph-Herrmann-Straße 6 (Karte)                                                                  | um 1900 (Mietshaus) | Klinkerfassade in Formen des ausklingenden Historismus, Kunststeingliederungen, Tordurchfahrt und Laden, Hofgebäude eingeschossiger Klinkerbau, ortsentwicklungsgeschichtliche Bedeutung | 09262342 |
|                                         | Mietshaus in geschlossener Bebauung | Rudolph-Herrmann-Straße 7 (Karte)                                                                  | 1914–1915 (Mietshaus) | Putzfassade im Reformstil um 1910/15, Putzgliederungen, Doppelerker mit stiltypischem Putzdekor, ortsentwicklungsgeschichtliche und baugeschichtliche Bedeutung | 09263037 |
|                                         | Mietshaus in geschlossener Bebauung | Rudolph-Herrmann-Straße 8 (Karte)                                                                  | um 1900 (Mietshaus) | späthistoristische Klinkerfassade mit Kunststeinelementen, ortsentwicklungsgeschichtliche und baugeschichtliche Bedeutung | 09262341 |
|                                         | Mietshaus in geschlossener Bebauung | Rudolph-Herrmann-Straße 9 (Karte)                                                                  | 1914 (Mietshaus) | mit Laden, Putzfassade im Reformstil um 1915, Putzgliederungen und Putzdekor, ortsentwicklungsgeschichtliche und baugeschichtliche Bedeutung Denkmaltext Bauleitung, Ausführung, Statik und Finanzierung übernahm der Baumeister und Inhaber eines Baugeschäftes Erich Ruppe, die Oberaufsicht führte Maurerpolier Gustav Fröhlich. Zwischen April und Oktober des Jahres 1914 wurde das Mietshaus erbaut, mit Hohlsteindecken des Decken-Baugeschäfts Weineck & Kayser und Fertigteillieferungen aus dem Sortiment von Beton-Baugeschäft und Kunststein-Fabrik Otto Schulz. Während die Beletage eine Etagenwohnung besaß, kamen in den darüber liegenden Stockwerken jeweils zwei Wohnungen zur Vermietung mit zwei straßenseitigen Zimmern, Korridor, Küche und einem weiteren Zimmer zum Hof. Planänderungen betrafen die Einrichtung von Loggien anstatt Balkonen, die Aborte wurden noch außerhalb der Wohnungen eingeordnet. 1936 war eine Teilung der großen Wohnung im 1. Stock vorgesehen. Sanierung und Dachausbau erfolgten 1994 bis 1996 nach Planvorlagen von Herbert J. Ritter. Schlicht aber mit sachlich dezenter Dekoration präsentiert sich die Reformstilfassade, die über hohem Quadersockel komplett verputzt ist. Durch den strengen Fassadenaufbau fällt das Fehlen der zeittypischen Jalousieblenden noch deutlicher ins Auge. Der bereits zur Bauzeit vorhandene Laden ist mit veränderter Front noch eingerichtet, original erhalten sind zahlreiche Elemente der Ausstattung. Für das Gebäude im geschlossenen Straßenzug ist ein baugeschichtlicher sowie ein ortsteilentwicklungsgeschichtlicher Wert zu konstatieren. LfD/2016 | 09302981 |
| Weitere Bilder                          | Schulanlage, bestehend aus Alter Schule (Rudolph-Herrmann-Straße 10) und Neuer Schule (Weißestraße 1) sowie Turnhalle | Rudolph-Herrmann-Straße 10 (Karte)                                                                 | 1874–1875 (Alte Schule), 1878 (Neue Schule) | Alte Schule gründerzeitlicher Putzbau mit Putzgliederungen, Mittelrisalit, ursprünglich mit Eingang an der Straße, Neue Schule historistischer Klinkerbau mit kurzen Seitenflügeln, reiche Klinker- und Kunststeingliederung, Turnhalle Klinkerbau über Bruchsteinsockel, Klinker- und Steingliederung, Gebäudekomplex in stadträumlicher Beziehung zum Weißeplatz, ortsentwicklungsgeschichtliche, baugeschichtliche, sozialgeschichtliche und städtebauliche Bedeutung | 09263214 |
|                                         | Mietshaus in geschlossener Bebauung | Rudolph-Herrmann-Straße 11 (Karte)                                                                 | 1905 (Mietshaus) | Putzfassade im Sinne der sich vom Historismus abwendenden Reformarchitektur nach 1900, Putzgliederungen und Mittelrisalit, Läden, ortsentwicklungsgeschichtliche Bedeutung | 09263038 |
|                                         | Mietshaus in geschlossener Bebauung | Rudolph-Herrmann-Straße 12 (Karte)                                                                 | 1905 (Mietshaus) | Klinkerfassade im Sinne der versachlichten Architektur nach 1900, Kunststein- und Putzgliederungen, Betonung der Mitte durch angedeuteten Erker, Laden, ortsentwicklungsgeschichtliche und baugeschichtliche Bedeutung | 09263039 |
|                                         | Mietshaus in geschlossener Bebauung | Rudolph-Herrmann-Straße 13 (Karte)                                                                 | um 1910 (Mietshaus) | Putzfassade im Reformstil um 1910, Putzgliederungen und Mittelrisalit, ortsentwicklungsgeschichtliche Bedeutung | 09262337 |
|                                         | Mietshaus in geschlossener Bebauung | Rudolph-Herrmann-Straße 14 (Karte)                                                                 | um 1915 (Mietshaus) | ansprechende Putzfassade im Reformstil um 1910/15, Putzgliederungen und Putzdekor, Lisenen, in der Mittelachse runder Austritt mit schmiedeeisernem Gitter, ehemals Läden, ortsentwicklungsgeschichtliche und baugeschichtliche Bedeutung | 09261955 |
|                                         | Mietshaus in geschlossener Bebauung | Rudolph-Herrmann-Straße 15 (Karte)                                                                 | 1909–1910 (Mietshaus) | schlichte, später reduzierte Putzfassade im Sinne der Reformarchitektur um 1910, Sockel mit Kunststeinverkleidung, ortsentwicklungsgeschichtliche Bedeutung Denkmaltext Finanzierung, Ausführung und Bauleitung lagen in einer Hand: der Baugeschäftsinhaber und Maurermeister Ernst Schlegel aus Leipzig-Schleußig errichtete 1909/1910 den Wohnhausbau mit zwei Dreiraumwohnungen in einer jeden Etage. Beteiligt war zudem sein Sohn, der Maurer Ernst Schlegel Junior, ab 1911 Mitinhaber der Firma. Das 1915 eingereichte Gesuch zur Aufstellung einer elektrischen Wäscherolle im Keller des Hauses wurde abschlägig beschieden. Zwischen April 1997 und März 1999 erfolgte der Ausbau des Dachgeschosses mit ebenfalls zwei Wohnungen, einhergehend fanden weitere Sanierungsarbeiten am und im Haus statt. Der aufwendige Sockelbereich aus Betongussstein reicht bis zum durchgezogenen Sohlbankgesims im Erdgeschoss. Haustür und ein halbrundes Oberlicht sind dekorativ gestaltet. Als Willkommensspruch am Sturz wurde das lateinische „Salve“ gewählt, als Schlussstein im Bogen darüber eine Maske. Ebenso zeigen ein Stockgesims und das schwache Vortreten der beiden mittleren Fensterachsen vor die Fassade die Verwandtschaft mit dem Nachbarhaus Rudolph-Herrmann-Straße 17, das allerdings vier Achsen mehr zählt. Während die Schaufront der oberen Etagen ihres Dekors beraubt ist, sind Kellerfenstergitter, die Traufkehle, insbesondere aber Details der qualitätvollen Innenausstattung erhalten, das Haus besitzt – wie auch Nummer 17 – einen zusätzlichen kleinen Hausdurchgang im Keller. Es ist für das Gebäude ein baugeschichtlicher und ortsentwicklungsgeschichtlicher Wert festzuhalten. LfD/2019 | 09262339 |
|                                         | Mietshaus in geschlossener Bebauung und in Ecklage | Rudolph-Herrmann-Straße 16 (Karte)                                                                 | 1905 (Mietshaus) | Putzfassade in Formen des Jugendstils und der Reformarchitektur um 1910, Putzgliederungen und Putzdekor, Eckbetonung durch Erker mit Türmchenaufsatz, seitlich an den Fronten weiterer Erker mit Klinkerverkleidung, Eckladen, ortsentwicklungsgeschichtliche und baugeschichtliche Bedeutung | 09263041 |
|                                         | Mietshaus in geschlossener Bebauung | Rudolph-Herrmann-Straße 17 (Karte)                                                                 | 1909–1910 (Mietshaus) | schlichte, wohl etwas reduzierte Putzfassade im Sinne der Reformarchitektur um 1910, Mittelrisalit, Sockel mit Kunststeinverkleidung, ortsentwicklungsgeschichtliche Bedeutung Denkmaltext Maurermeister und Baugeschäftsinhaber Ernst Schlegel aus Leipzig-Schleußig finanzierte den von ihm auch selbst ausgeführten Mietshausbau, stützte sich dabei auf Zeichnungen und Unterlagen von Maurermeister Hermann Klingner. Auf dem rechts benachbarten Grundstück stand bereits ein Gebäude (Besitzer F. Streubel), linkerhand lag ein Schlegelscher Bauplatz brach. Bauantrag wurde am 30. März 1909 gestellt, zum 24. März 1910 die Schlussprüfung durchgeführt. 1935 gedachte der Zahntechniker Johann Wilhelm Zimmermann unterm Dach eine Mädchen- und eine Abstellkammer einzurichten. Fünf Jahre später war der Umbau dieser Kammern zu eigenen Schlafräumen beabsichtigt, da Zimmermann seine Praxis in seiner eigenen Wohnung im 1. Stock rechts betrieb (Vorhaben nicht ausgeführt). Im Herbst 1998 wurden Baugenehmigung und -freigabe versandt, den beantragten Dachausbau und Balkonanbau betreffend, einhergehend mit Sanierungs- und Modernisierungsmaßnahmen. Das zehnachsige Gebäude stellt sich als größerer und älterer Bruder der benachbarten Nummer 15 dar. Beinahe Schmucklos zeigen sich die oberen Etagen, vom Parterre mit einem Stockgesims abgesetzt. Prägend zeigt sich der aufwendige Sockel aus Betonkunststein, der sich bis zu den Sohlbänken des Erdgeschosses zieht, geschmückt durch geschmiedete Kellerfenstergitter. Zwei mittlere Fensterachsen des Reformstilbaus stehen in den Obergeschossen risalitartig vor, die Hauseingangstür mit Portalrahmung und Oberlicht steht nicht in der Fassadenmitte. Das Gebäude besitzt einen baugeschichtlichen und einen ortsentwicklungsgeschichtlichen Wert. LfD/2019 | 09262338 |
|                                         | Mietshaus in geschlossener Bebauung und in Ecklage | Rudolph-Herrmann-Straße 18 (Karte)                                                                 | 1905 (Mietshaus) | Putzfassade im Sinne der versachlichten Architektur nach 1900, Kunststein- und Putzgliederungen, Eckbetonung durch Erker mit Türmchenaufsatz, an den Fronten je ein seitlicher Erker in Kastenform, ortsentwicklungsgeschichtliche und baugeschichtliche Bedeutung | 09263042 |
|                                         | Mietshaus in geschlossener Bebauung | Rudolph-Herrmann-Straße 19 (Karte)                                                                 | um 1905 (Mietshaus) | Klinkerfassade mit Kunststeingliederungen, Jugendstildekor, ortsentwicklungsgeschichtliche und baugeschichtliche Bedeutung | 09262336 |
|                                         | Mietshaus in geschlossener Bebauung | Rudolph-Herrmann-Straße 20 (Karte)                                                                 | 1905 (Mietshaus) | Putzfassade mit Kunststeingliederungen, jugendstiliger Dekor, in den Außenachsen Erker mit Zierfachwerk, großes Zwerchhaus mit Schweifgiebel, ortsentwicklungsgeschichtliche Bedeutung | 09263043 |
|                                         | Mietshaus in geschlossener Bebauung | Rudolph-Herrmann-Straße 21 (Karte)                                                                 | um 1905 (Mietshaus) | Klinkerfassade mit Jugendstileinschlag, Kunststein- und Klinkergliederungen, ortsentwicklungsgeschichtliche und baugeschichtliche Bedeutung | 09263044 |
|                                         | Mietshaus in geschlossener Bebauung | Rudolph-Herrmann-Straße 22 (Karte)                                                                 | um 1910 (Mietshaus) | Putzfassade im Reformstil um 1910, Gliederungs- und Dekorelemente in Kunststein, Doppelerker, ortsentwicklungsgeschichtliche und baugeschichtliche Bedeutung | 09263045 |
|                                         | Mietshaus in geschlossener Bebauung | Rudolph-Herrmann-Straße 23 (Karte)                                                                 | um 1910 (Mietshaus) | Putzfassade im Reformstil um 1910, charakteristischer Putzdekor, Rhythmisierung durch in den Obergeschossen leicht vorgewölbte Vorlagen, ortsentwicklungsgeschichtliche und baugeschichtliche Bedeutung | 09263046 |
|                                         | Mietshaus in halboffener Bebauung | Rudolph-Herrmann-Straße 24 (Karte)                                                                 | um 1915 (Mietshaus) | Putzfassade im Reformstil um 1910/15, Putz- und Klinkergliederungen, in den Obergeschossen flache Vorlage, darüber Zwerchhaus, Laden, ortsentwicklungsgeschichtliche und baugeschichtliche Bedeutung | 09262333 |
|                                         | Mietshaus in geschlossener Bebauung | Rudolph-Herrmann-Straße 25 (Karte)                                                                 | um 1900 (Mietshaus) | späthistoristische Klinkerfassade mit Kunststein- und Klinkergliederungen, Tordurchfahrt und Laden, ortsentwicklungsgeschichtliche und baugeschichtliche Bedeutung | 09262335 |
|                                         | Mietshaus in geschlossener Bebauung | Rudolph-Herrmann-Straße 27 (Karte)                                                                 | um 1915 (Mietshaus) | Putzfassade im Reformstil um 1915, Putzgliederungen und Putzdekor, Sockelverblendung und Haustürrahmung in Kunststein, Obergeschossen mit flacher Vorlage, ortsentwicklungsgeschichtliche und baugeschichtliche Bedeutung | 09262334 |
|                                         | Doppelmietshaus in geschlossener Bebauung | Rudolph-Herrmann-Straße 29; 29a (Karte)                                                            | um 1905 (Doppelmietshaus) | Klinkerfassade in Sinne der versachlichten Architektur nach 1900, Kunststein- und Klinkergliederungen, unterschiedlich geformte Zwerchgiebel, Nummer 29 mit Hausdurchgang und Laden, ortsentwicklungsgeschichtliche und baugeschichtliche Bedeutung | 09263047 |
|                                         | Mietshaus in geschlossener Bebauung | Rudolph-Herrmann-Straße 31 (Karte)                                                                 | 1906 (Mietshaus) | repräsentative Putzfassade im Sinne des Jugendstils und der Reformarchitektur nach 1900, Putz- und Kunststeingliederungen, Doppelerker, verbunden durch Balkone mit schmiedeeisernen Geländern, großes Zwerchhaus mit Dreieckgiebel, ortsentwicklungsgeschichtliche und baugeschichtliche Bedeutung | 09263048 |
| Direkt Bild zu diesem Denkmal hochladen | Fassade eines Mietshauses in halboffener Bebauung, mit seitlicher Toreinfahrt | Rudolph-Herrmann-Straße 33 (Karte)                                                                 | 1887 (Fassade) | historistische Putzfassade mit Putz-, Stein- und Stuckgliederungen, Toreinfahrt Klinkerpfeiler und schmiedeeiserne Flügel, ortsentwicklungsgeschichtliche Bedeutung | 09263049 |
|                                         | Wohnanlage (Pösnaer Straße 1, 3, 5, 7, 9 und Schlesierstraße 20) | Schlesierstraße 20 (Karte)                                                                         | 1934 (Wohnanlage) | als Wohnblock errichtete Putzbauten mit Klinkergliederungen im Stil der 1920er Jahre, rückseitig Loggien, Gebäudeteil zur Schlesierstraße ein Geschoss niedriger und mit stumpfwinkligem Grundriss dem Straßenverlauf eingepasst, hier auch straßenseitig Loggien, Zeugnis des sozialen Wohnungsbaus der 1930er Jahre, ortsentwicklungsgeschichtliche und baugeschichtliche Bedeutung | 09263019 |
| Weitere Bilder                          | Fassadenreste der ehem. Fabrikhalle | Schlesierstraße 37/Holzhäuser Straße 102 (Karte)                                                   | 1864 (Verwaltungsgebäude) | Fassadenreste der ehemaligen Fabrikhalle mit Erweiterungsbau auf dem Durchgangsgrundstück Holzhäuser Straße 104-108 (bzw. 100-104) und ehemals Verwaltungsgebäude (Klinkerfassade, vgl. Dok. 09296834) | 09296834 |
| Direkt Bild zu diesem Denkmal hochladen | Mehrfamilienhäuser einer Wohnanlage (Kolmstraße 12, 14,16 und Schlesierstraße 43, 45, 47, 49), mit Vorgärten und Hofgrün | Schlesierstraße 43; 45; 47; 49 (Karte)                                                             | 1942 (Wohnanlage) | als über Eck stehende Wohnblöcke errichtete Putzbauten, Sockel und Rahmungen der Hauseingänge in Naturstein, in seiner Gesamtheit gut erhaltenes Zeugnis des sozialen Wohnungsbaues in der NS-Zeit, ortsentwicklungsgeschichtliche, baugeschichtliche und sozialgeschichtliche Bedeutung | 09264745 |
|                                         | Mietshaus in halboffener Bebauung und in Ecklage | Schlesierstraße 50 (Karte)                                                                         | 1908–1910 (Mietshaus) | schlichte Putzfassade im Reformstil um 1910, Putzgliederungen, verbrochene Ecke ursprünglich mit Balkonen, ortsentwicklungsgeschichtliche und baugeschichtliche Bedeutung Denkmaltext Heute endet die Schlesierstraße im Osten auf einem Gewerbegrundstück, da die geplante Weiterführung der Straße keine Umsetzung erfuhr. Die typisch gründerzeitliche Kreuzungssituation vermittelt das in Rede stehende Objekt ebenso wie das gegenüberliegende Haus Kolmstraße 13 durch die abgeschrägten Ecken. Ein erstes Baugesuch 1903 von Karl Gottfried Richter aus Leipzig-Neustadt kam nicht zur Ausführung. Erst im November 1908 erfolgt ein neuerliches Baugesuch durch den Spar- und Vorschussverein zu Leipzig-Reudnitz eGmbH, der am 20. November 1909 den Grundstücksverkauf samt Konzession an den Maurerpolier Carl Friedrich Ernst Schlegel aus Schleußig anzeigt. Umgesetzt wurden Pläne des Architekten F. Otto Gerstenberger (Lindenau) durch das Baugeschäft Ernst Schlegel & Sohn zwischen März und Dezember 1910. Erwerb des Grundstückes 1922 durch den Straßenbahnkontrolleur Gustav Reinhold Rudolph. Im April 1963 Antrag auf Abbruch der Balkone an der verbrochenen Ecke, in der Jahresmitte 2008 die Projekterstellung zur umfassenden Sanierung und Modernisierung. Der schlichte Putzbau korrespondiert mit Kolmstraße 13 und ist Bestandteil eines geschlossenen Mietshausensembles in Stötteritz, dem eine Grünfläche gegenüber befindlich ist. Fast vollständig erhaltene Ausstattung mit Schablonenmalerei im Treppenhaus, schönen Türbeschlägen und einem historischen Kachelofen im 1. Obergeschoss. LfD/2008 | 09302162 |
|                                         | Mietshaus in geschlossener Bebauung | Schlesierstraße 51 (Karte)                                                                         | um 1910 (Mietshaus) | Putzfassade im Reformstil um 1900, Sockel und Haustürrahmung in Porphyrtuff, ortsentwicklungsgeschichtliche Bedeutung | 09292996 |
|                                         | Mietshaus in offener Bebauung | Schlesierstraße 52 (Karte)                                                                         | um 1910 (Mietshaus) | originelle Putzfassade im Reformstil um 1910, Putz-, Klinker- und Kunststeingliederungen, seitliches Zwerchhaus mit geschwungenem Giebel, ortsentwicklungsgeschichtliche und baugeschichtliche Bedeutung | 09261127 |
|                                         | Mietshaus in halboffener Bebauung | Schlesierstraße 53 (Karte)                                                                         | um 1910 (Mietshaus) | Putzfassade im Reformstil um 1910, Putzgliederungen, Erdgeschoss mit Sandsteinverkleidung, Rahmung des Hauseingangs und der Kellerfenster in Porphyrtuff, ortsentwicklungsgeschichtliche und baugeschichtliche Bedeutung | 09292995 |
| Direkt Bild zu diesem Denkmal hochladen | Sachgesamtheit Güntz-Park, mit folgenden Einzeldenkmalen: Stadtpark, ehemaliger Wasserturm mit Güntz-Gedenktafel, Gedenkstein sowie Eiskeller (siehe Einzeldenkmalliste – Obj. 09263084)                                                                                       | Schönbachstraße (Karte)                                                                            | 1839 (Gründung der Anstalt) | alte Ortslage Thonberg, Parkanlage der ehemaligen Privaten Irren-, Heil- und Pflegeanstalt Thonberg, mit Wegesystem und altem Gehölzbestand, auch an der Güntzstraße gelegen, Wasserturm mit Relief »Dr. Eduard Wilhelm Güntz/Auguste Amalie Güntz/geb. Müller/1836-3.-Mai 1886«, wichtiges Zeugnis der Sächsischen Medizingeschichte, ortsgeschichtliche, sozialgeschichtliche, wissenschaftliche, personengeschichtliche und gartenkünstlerische Bedeutung | 09304556 |
|                                         | Einzeldenkmale der Sachgesamtheit Güntz-Park: Stadtpark, ehemaliger Wasserturm mit Güntz-Gedenktafel, Gedenkstein sowie Eiskeller (siehe auch Sachgesamtheitsliste – Obj. 09304556)                                                                                            | Schönbachstraße - (Karte)                                                                          | 1839 (Gründung der Anstalt), um 1885 (Wasserturm), bezeichnet 1886 (Gedenktafel), bezeichnet 1886 (Gedenkstein), 2. Hälfte 19. Jh. (Eiskeller) | alte Ortslage Thonberg, Parkanlage der ehemaligen Privaten Irren-, Heil- und Pflegeanstalt Thonberg, mit Wegesystem und altem Gehölzbestand, auch an der Güntzstraße gelegen, Wasserturm mit Relief »Dr. Eduard Wilhelm Güntz/Auguste Amalie Güntz/geb. Müller/1836-3.-Mai 1886«, wichtiges Zeugnis der Sächsischen Medizingeschichte, ortsgeschichtliche, sozialgeschichtliche, wissenschaftliche, personengeschichtliche und gartenkünstlerische Bedeutung Denkmaltext Der heutige Güntzpark war ursprünglich Krankenhausgarten der ehemaligen Irren-, Heil- und Pflegeanstalt in Thonberg, die 1839 von Eduard Wilhelm Güntz und seiner Frau Auguste Amalie Güntz eingerichtet wurde. 1888 ging die Anstalt in das Eigentum der Stadt über, die 1920 die Anstalt schloss und anderen Nutzungen zuführte. Der Park wurde öffentlich. Ende 1930er Jahre wurde der Park im Geschmack der Zeit umgestaltet und erhielt einen geometrischen Grundriss. Ende 1950er Jahre erfolgte wiederum eine Umgestaltung, diesmal im landschaftlichen Stil. Der Park erhielt in den 1880er Jahren einen Wasserturm, der sich harmonisch in die Parkgestaltung einfügt und vielfältige Blickbeziehungen in den ehemaligen Anstaltspark aufweist. Der Turm besteht aus Granitzyklopenmauerwerk und ist nur noch als Ruine ohne Dachaufsatz erhalten. Ob es sich wirklich um einen ehemaligen Wasserturm für die Wasserversorgung der Anstalt handelt oder lediglich um einen Staffagebau im Zeitgeschmack, lässt sich aufgrund fehlender (Bild-)Quellen nicht abschließend klären. Technische Ausstattung ist nicht mehr vorhanden. Ehemals gelangte man über einen rundbogigen, jetzt vermauerten, Eingang in den Turm. In seiner Gestaltung greift er das Vorbild mittelalterlicher Bergfriede oder anderer Wehrtürme auf. Eine am Turm angebrachte Gedenktafel aus Porphyrtuff zeigt die Profilbilder von Dr. Eduard Wilhelm Güntz und seiner Frau Auguste Amalie Güntz, geb. Müller. Sie würdigt das 50-jährige Jubiläum der Güntzschen Anstalten im Jahr 1886. Neben dem Turm steht ein weiterer Gedenkstein. Der auf ursprünglich verputztem Ziegelsockel aufrecht gestellte Granit trägt in einer ovalen Ausarbeitung die Inschrift „Aus Dankbarkeit 3. Mai 1886“. Der alte Eiskeller des Anstaltskomplexes ist unterhalb des Parks erhalten. Er trägt zur Höhenmodellierung des darüber befindlichen Geländes bei (ehemalige Belvedere-Aussicht), wurde jedoch aus Schutzgründen mittlerweile verschlossen. Dem Park mit seiner Ausstattung kommt als Teil der ehemaligen Anstalt eine ortsgeschichtliche Bedeutung zu. Er ist zugleich ein wichtiges Zeugnis der Sächsischen Medizingeschichte des 19. Jahrhunderts. LfD/2017 | 09263084 |
|                                         | Villa mit Garten sowie Gartenteil mit Badehaus und Becken, Vasen des Badegartens (heute in Nähe Villa aufgestellt) | Schönbachstraße 1 (Karte)                                                                          | 1886 (Villa) | historistischer Putzbau in städtebaulich prägender Lage mit unmittelbarer Blickbeziehung auch zum Völkerschlachtdenkmal, baugeschichtliche Bedeutung Denkmaltext Im Auftrag der Maschinenfabrik Kirschner Leipzig errichtete der im Ortsteil ansässige Baumeister Max Steinert ein Villengebäude nach Plänen von Architekt Adolph Heilmann, der selbst auch die Bauleitung innehatte. Ein 1919 von Architekt Gustav Skuhr eingereichtes Projekt für drei repräsentative Doppelwohnhäuser kam nicht zur Umsetzung. Einen Umbau zum Zweifamilienhaus erfuhr die 1919–1920 erbaute Villa bereits 1926, für eine neue Zaunanlage mit gehobelten Latten zwischen Säulen und Sockeln aus Kunstgranit war 1931 der neue Eigentümer, Zimmermeister Albert Friedrich Wilhelm Stoye, verantwortlich. Nach dem Krieg Nutzung des teilzerstörten Hauses als Kinderheim (“Alfred Frank”). 1976 Vorhaben einer Gebäudeaufstockung für das durch Kriegseinwirkung zerstörte Dach im Auftrag des Rates des SB Südost der Stadt Leipzig nach Entwurf von Dr. Ing. Uhlmann aus dem Baukombinat Leipzig (nicht ausgeführt). Der Villenbau in städtebaulich exorbitant prägender Lage an einer in unmittelbarer Nähe zum Völkerschlachtdenkmal gelegenen großen Verkehrskreuzung. Gegliedert wird die verputzte Reformstilfassade durch Kunststeingliederungen, so u. a. Pilaster, Gesimse und kleine Reliefplatten. Zu den Teilen der Ausstattung, die erhalten sind, gehören auch die eisernen Kellerfenstergitter und die Hauseingangstür. Sanierung einhergehend mit dem Wiederaufbau des Daches im Jahr 2013, dabei auch Ersatzneubau der Innentreppe. Der ehemalige Badegarten ist durch Ausgliederung von Grundstücken verkleinert und zerstört. Das Haus ist städtebaulich unverzichtbarer Bestandteil im Stötteritzer Villenviertel, baugeschichtlich und ortsentwicklungsgeschichtlich von Bedeutung. LfD/2013 | 09296828 |
|                                         | Villa mit Einfriedung und Aussichtsplatz sowie Garten mit Gartenpavillon und Brunnenplastik | Schönbachstraße 2 (Karte)                                                                          | 1904–1906 (Villa), 1906/1912 (Einfriedung) | repräsentativer Putzbau im Sinne der Reformarchitektur nach 1900, Putz- und Steingliederungen, ortsentwicklungsgeschichtliche und baugeschichtliche Bedeutung | 09263051 |
|                                         | Villa mit Villengarten | Schönbachstraße 6 (Karte)                                                                          | 1897–1898 (Villa) | Putzbau im Landhausstil um 1900, charakteristisches Zierfachwerk, Garten mit besonderem altem Gehölzbestand und Geophytenwiese, ortsentwicklungsgeschichtliche, baugeschichtliche und gartengeschichtliche Bedeutung Denkmaltext Architekt Theodor Kösser wurde von der Leipziger Immobiliengesellschaft für die Errichtung eines Landhauses unter Vertrag genommen, die Umsetzung erfolgte 1897/1898. Zeitgleich entstand auf dem Nachbargrundstück ein ähnliches Haus mit beinahe identischer Grundrißdisposition. Die Waschküche war im Keller eingerichtet, das Erdgeschoss wartete mit einer großzügigen Halle im Zugang auf, der Hauseingang ist seitlich angefügt. Wesentlich zum malerischen Erscheinungsbild tragen die vielgliedrige Dachlandschaft, das Sichtfachwerk in den Giebeln des Dachgeschosses, der Sockel und beispielsweise auch die Klappläden bei. In der Bauakte ist ein Gartenplan beiliegend. Für 1907 ist das Anfügen eines Anbaues belegt unter dem Bauherren Dr. Ludger Kruft (Entwurf Architekt Erich Ruppe) sowie 1924 die Errichtung eines Kraftwagenschuppens für Kürschnermeister Emil Alfred Reinhardt (Baumeister Max Steinert). Fassadenarbeiten waren für 1939 vorgesehen durch den neuen Besitzer, Herrn Kaufmann Friedrich Carl Taege. Als Werk eines bedeutenden in Leipzig tätigen Architekten ist das Haus von baugeschichtlichem Wert, der Garten ist als Gartendenkmal von Bedeutung mit besonderem altem Gehölzbestand und Geophytenwiese. LfD/2013 | 09263050 |
|                                         | Villa mit Einfriedung und Vorgarten | Schönbachstraße 8 (Karte)                                                                          | 1897–1898 (Villa), 1926 beantragt (Einfriedung)                                                                                                | asymmetrischer Putzbau im Landhausstil um 1900, Putzgliederungen, Zierfachwerk und Stuckdekor, ortsentwicklungsgeschichtliche und baugeschichtliche Bedeutung Denkmaltext Im selben Zeitfenster wie das Nachbargrundstück Nummer 6 entstand zwischen Oktober 1897 und September 1898 das „Landhaus für eine Familie“ im Auftrag der Leipziger Immobiliengesellschaft nach Unterlagen des Leipziger Architekten Theodor Kösser, die Ausführung trägt die Unterschrift Schade. Drei Wohnzimmer, Veranda, Küche, WC, Diele, Windfang und Speisekammer waren im Erdgeschoss eingerichtet, während das darüberliegende Stockwerk drei Schlafzimmer, Mädchenkammer und Bad aufwies, die Waschküche lag im Keller. Um das freistehende Wohnhaus situiert war ein besonders gestalteter Garten, u. a. mit Pavillon, dessen Skizze in der Bauakte zu finden ist. Das Haus mit Veranda, Balkon, Sichtfachwerk, vielgestaltiger Dachlandschaft, Putzfassade. Oktober 1926 wird eine neue Einfriedung aus steinmetzmäßig bearbeiteten Kunstkalkstein-Zaunsäulen und Zwischensockeln nebst Feldern in Holzspalier mit Ölfarbenanstrich durch Fabrikbesitzer Dr. jur. Albert Richard Otto Simon und dessen Ehefrau beantragt (Ausführung Max Steinert). Ab 1. April 1933 ist das Anwesen im Besitz von Dr. phil. Carl August Ernst Rühle und dessen Ehefrau Käthe, 1962 ist im Haus das Institut für Phytopathologie der Karl-Marx-Universität Leipzig eingerichtet. Zum 13. Dezember 1995 Teilungsgenehmigung für das Grundstück. Als Entwurf eines sehr bekannten Leipziger Architekten und Bestandteil des Stötteritzer Villenviertels besteht ein baugeschichtlicher und ortsentwicklungsgeschichtlicher Wert. LfD/2013 | 09263052 |
|                                         | Villa mit Einfriedung, Garten und Garage | Schönbachstraße 9 (Karte)                                                                          | 1907 (Villa), 1933–1934 (Garage) | Putzbau im Reformstil um 1910, sparsame Putzgliederungen, turmartiger Eckerker, Obergeschoss mit strengem Zierfachwerk, Garage etwas jünger, Putzbau mit Holztor, Garten mit Gartenterrasse und altem Gehölzbestand, ortsentwicklungsgeschichtliche und baugeschichtliche Bedeutung Denkmaltext Die ausgesprochen malerischen Entwürfe für ein 1907 von Kaufmann und Prokurist Otto Hugo Teller in Auftrag gegebenes Landhaus lieferte Baumeister Albert Voigt aus Reudnitz, dieser übernahm in Personalunion zudem Bauleitung, Ausführung und die Berechnung der Statik. Agnes Helene Johanna Jentzsch geb. Jahn initiierte als Grundstücksnachfolgerin den Bau einer Garage (Architekt und Baumeister Ernst Steinkopf), an die 1972 eine zweite angebaut werden sollte. Über dem Bruchsteinsockel erhebt sich ein eingeschossiger Wohnbau, ehemals gegliedert durch verschiedene Putzarten. Heute zeigt sich eine weitgehend geglättete Fassade. Eine vollwertige zweite Wohnetage verbirgt sich hinter dem hohen, vielgegliederten Dach mit Zwerchgiebeln, Ecktürmchen über Erkern. Die schlanken Betonsteinsäulen der Einfriedung sind erhalten, im Garten befinden sich alte Gehölze. Als Bestandteil des Stötteritzer Villenviertels von baugeschichtlichem und ortsteilentwicklungsgeschichtlichem Wert. LfD/2013 | 09263053 |
|                                         | Wohnhaus in offener Bebauung, mit Einfriedung und Hausgarten | Schönbachstraße 9a (Karte)                                                                         | 1935–1936 (Wohnhaus) | Putzbau in den typischen traditionellen Formen der 1930er Jahre, Garten mit Terrasse, Steingarten und wertvollem Gehölzbestand, ortsentwicklungsgeschichtliche, baugeschichtliche und gartengeschichtliche Bedeutung Denkmaltext Vornehm erscheint das 1935 konzipierte und 1936 mit überarbeiteten Plänen erneut eingereichte Landhausprojekt für Fabrikbesitzer Herbert Viebahn, der den Architekten Wilhelm Lossow für sein Vorhaben gewinnen konnte. Als Grundstücksbesitzerin wird Ellen Viebahn aus Markkleeberg genannt, Baumeister Ernst Mühlmann aus Holzhausen steht für die Bauausführung. Ende 1946 geht das Anwesen in die Hände von Erich und Maria Witt über. Geschickt wurde das recht schmale Grundstück genutzt, öffnet sich das Haus mit großzügigen Fensterflächen: zur Straße insbesondere durch den vorspringenden Wintergarten und rückwärtig mit Austritten auf die Terrasse vom Salon und aus dem Speisezimmer aus. Eine anschließende Rasenböschung leitet mit zwei kleinen schmalen Treppen in den angelegten Garten über. Das Haus mit Putzfassade über Natursteinsockel, wirkungsvollem ziegelgedecktem Walmdach und zeittypischen Gliederungen, beispielsweise Fensterklappläden, schmiedeeisernen Gittern und kunstvoll gestalteten Regeneinläufen. Im Inneren sind u. a. Türen und die Holztreppe erhalten. Zu dem Anwesen gehört eine wertvolle Gartenanlage, die mit den Innenräumen des Hauses in Sichtbezug steht (verglaste Terrassentür, verglaste Schiebetür zwischen zwei Zimmern des Erdgeschosses, großzügige Fenster zur Straße). Die mit Natursteinplatten belegten Wege am Haus und auf der Terrasse, der Steingarten und die von Nadelbäumen, Ziersträuchern und Stauden umgebene mittlere Rasenfläche des Gartens bilden die weitestgehend erhaltene Substanz eines Hausgartens der 1930er Jahre. Ortsentwicklungsgeschichtlich und baugeschichtlich bedeutsamer Wohnungsbau eines bedeutenden Leipziger Architekten. Der Garten ist aufgrund seines gartengeschichtlichen Wertes als Gartendenkmal ausgewiesen. LfD/2013 | 09263054 |
|                                         | Mietvilla mit Einfriedung und Garten | Schönbachstraße 10 (Karte)                                                                         | 1902–1904, bezeichnet 1903 (Mietvilla), 1937 (Einfriedung)                                                                                     | Putzbau im Landhausstil um 1900, Detailformen teils späthistoristisch, teils jugendstilig, Kunststein- und Klinkergliederungen, verbretterter Traufbereich, Giebel mit Freigespärre, im Garten bildprägende Eiche, ortsentwicklungsgeschichtliche und baugeschichtliche Bedeutung Denkmaltext 1902 erstellte und nochmals geänderte Pläne für das Bauprojekt auf dem Kaufmann August Schlag gehörigen Grundstück mit 26 Meter breiter Straßenfront fertigte Architekt Gustav Bobach, der auch die Bauleitung des erst im Juni 1904 fertig gestellten Gebäudes übernahm. Ein Windfang und neue Innentreppen sowie eine Notwohnung im Dachgeschoss 1920 gehen auf Initiative des im Jahr zuvor Besitzer gewordenen Fabrikbesitzers Dr. jur. Albert Richard Otto Simon und dessen Ehefrau zurück. Baubeteiligte sind die beiden Diplomingenieure Werner Müller und A. Max Jacob sowie als Ausführender der Baumeister Max Steinert. 1921 Pläne für eine Garage sowie 1937 Vorhaben für eine neue Einfriedung, deren Entwurf im Büro der Architekten Bock und Paatzsch entstand. Von 1998 bis 2002 Umbau und Sanierung einhergehend mit dem Ausbau des zweiten Dachgeschosses nebst Errichtung von zwei Dachloggien und einem Balkon, dabei Ersatz des notdürftigen Zeltdaches als Mollerscher Turm. Der malerische Villenbau mit elegantem Hauseingang in Jugendstilformen, Putzfassade nebst Klinkergliederung und Natursteinsockel, seitlich gestelltem Turm, neobarocker Balustrade am Erker, Teile der Ausstattung sind erhalten. Als Besonderheit darf auf die aus Glasurziegeln gebildeten Fenstersohlbänke im Erdgeschoss verwiesen werden. Einfriedung und Garten mit bildprägender Eiche ergänzen als Nebenanlagen den Denkmalbestand des Villenanwesens. Als Bestandteil des Stötteritzer Villenviertels von ortsentwicklungsgeschichtlicher und baugeschichtlicher Wertigkeit. LfD/2012 | 09263055 |
|                                         | Mietvilla mit Vorgarten und Einfriedung | Schönbachstraße 12 (Karte)                                                                         | um 1910 (Mietvilla) | Putzbau im Reformstil um 1910, Putzgliederungen, polygonaler Standerker mit Balkonabschluss, darüber Zwerchhaus, ortsentwicklungsgeschichtliche und baugeschichtliche Bedeutung | 09263056 |
|                                         | Villa mit Vorgarten | Schönbachstraße 15 (Karte)                                                                         | 1910 (Villa) | reich gegliederter, malerischer Putzbau mit Klinkergliederung, Verbretterungen und Zierfachwerk, Treppenhausturm und Eckerker mit gotisierenden Hauben, ortsentwicklungsgeschichtliche und baugeschichtliche Bedeutung | 09263057 |
|                                         | Schulgebäude mit Vorplatz, Einfriedung, Treppenanlage und Schulhof | Schönbachstraße 17 (Karte)                                                                         | 1914–1916 (Schule) | dreiflügelige Anlage, Putzbau im Reformstil um 1910/15, auf die Leipziger Bautradition bezogene barockisierende Formen, Putzgliederungen, Vorplatz mit Grünanlage und Zierpflaster, Abgrenzung zum Schulhof durch Balustrade mit Treppenanlage, zu den anliegenden Straßen Einfriedungsmauern und Baumreihen als Schulhofeinfassung, ortsgeschichtlich, baugeschichtlich und sozialgeschichtlich von Bedeutung | 09263058 |
| Weitere Bilder                          | 18 Mehrfamilienhäuser einer Wohnanlage, mit Vorgärten und rückwärtigen begrünten Wohnhöfen mit Pflasterung sowie Einfriedung | Schönbachstraße 19; 21; 23; 25; 27; 29; 22a; 22b; 24; 26; 26a; 28; 30; 32; 34; 36; 38; 38a (Karte) | 1927–1928 (Wohnanlagenteil) | als straßenbegleitende Wohnblöcke errichtete Putzbauten in gemäßigt modernen Formen der 1920er Jahre, teilweise Klinkergliederungen und charakteristischer Nesterputz, farbig abgesetzte Treppenhausrisalite, begleitet von Loggien, rückwärtige Wohnhöfe mit teils erhöht liegenden Trockenplätzen, Spielflächen und altem Gehölzbestand, Zeugnis des Wohnungsbaues der 1920er Jahre, ortsentwicklungsgeschichtliche, sozialgeschichtliche und baugeschichtliche Bedeutung | 09263059 |
|                                         | Mietshaus in halboffener Bebauung und in Ecklage, mit Einfriedung und Vorgarten | Schönbachstraße 20 (Karte)                                                                         | 1905–1906 (Mietshaus) | reich gegliederter Putzbau in Jugendstilformen, Eckturm mit geschweifter Haube und Laterne, über Vorlagen geschwungene Schaugiebel, aufwändige Einfriedung mit Klinkerpfeilern und schmiedeeisernen Zaunsfeldern, bauliche Einheit mit Naunhofer Straße 27, ortsentwicklungsgeschichtliche und baugeschichtliche Bedeutung Denkmaltext Für die Errichtung einer “herrschaftlichen Villa” reichte Architekt und Baumeister Wilhelm Bruno Rückardt im Februar 1905 Pläne im Auftrag von Marie Martha Rückardt geb. Hofmann (mitunter vertreten durch Walter Rückardt) bei der Baupolizeibehörde ein und übernahm selbst auch Bauleitung, Ausführung und die Berechnung der Statik. Ausführung des Hauses und der Einfriedung bis Mai 1906. Besitzerwechsel des gut 700 m² großen Grundstücks 1915 an Kaufmann Max Alfred Jesch, 1918 an Bankvorsteher Johann Hermann Gustav Kuck, Kaufmann Karl Wilhelm Günther in Gautzsch (1920), Bücherrevisor Friedrich Carl Tröger (1921), Kaufmann Otto Lippold (1928). Der Planentwurf zeigt einen prächtigen mehrgeschossigen Jugendstilbau mit reicher Fassadenzier, turmüberfangener Ecke sowie zwei Zwerchhausgiebeln über großzügig durchfensterten Risaliten. Während das Waschhaus von Anfang an im Kellergeschoss eingerichtet war erfolgte der Garageneinbau 1935/1936 durch die Firma Zimmermann & Kuhn, im gleichen Zeitraum Wohnungsteilungen in der 1. und 2. Etage sowie 1937/1938 auch im Erdgeschoss unter der Bauleitung von Architekt Wunderlich. 1996 denkmalschutzrechtliche Genehmigung für Instandsetzung sowie 2001 für Balkonanbau und weiteren Dachgeschossausbau für khk projektentwicklung GdbR in Amberg. Zur erhaltenen Ausstattung gehört die elegante Hauseingangstür ebenso wie die qualitätvolle Grundstückseinfriedung. Städtebaulich wichtiger, bedeutsamer Eckbau – gegenüber der Schule – bau- und ortsteilentwicklungsgeschichtlich von Wert. LfD/2012 | 09263060 |
| Direkt Bild zu diesem Denkmal hochladen | Doppelmietshaus als Kopfbau, in halboffener Bebauung sowie Vorgarten und Siedlungsgrün | Schönbachstraße 22a, 22b (Karte)                                                                   | 1937–1938 (Doppelwohnhaus); 1938 (Vorgarten und Wohngrün)                                                                                      | Putzfassade, baugeschichtlich von Bedeutung | 09307231 |
|                                         | Mietshaus in geschlossener Bebauung und in Ecklage | Schönbachstraße 44 (Karte)                                                                         | um 1900 (Mietshaus) | historistische Klinkerfassade mit Klinker- und Kunststeingliederungen, verbrochene Ecke verputzt und mit Erker, darüber Dachausbau mit geschweiftem Giebel, ehemals Eckladen, ortsentwicklungsgeschichtliche und baugeschichtliche Bedeutung | 09263062 |
|                                         | Mietshaus in geschlossener Bebauung | Schönbachstraße 46 (Karte)                                                                         | um 1905 (Mietshaus) | Klinkerfassade in späthistoristischen Formen, mit Kunststeingliederungen, ortsentwicklungsgeschichtliche Bedeutung | 09262399 |
|                                         | Mietshaus in geschlossener Bebauung | Schönbachstraße 48 (Karte)                                                                         | um 1900 (Mietshaus) | späthistoristische Klinkerfassade mit Kunststeingliederungen, ortsentwicklungsgeschichtliche und baugeschichtliche Bedeutung | 09263063 |
|                                         | Mietshaus (Nr. 50) in geschlossener Bebauung, mit Fabrikgebäude (Nr. 50a) im Hof | Schönbachstraße 50; 50a (Karte)                                                                    | um 1900 (Mietshaus) | opulente Klinker-Stein-Fassade mit Jugendstileinschlag, Mittelrisalit und Pilastergliederung, Tordurchfahrt und Gewölbe im Hausdurchgang, Hofgebäude roter Klinkerbau mit Klinkergliederungen, ortsentwicklungsgeschichtliche und baugeschichtliche Bedeutung | 09263064 |
|                                         | Mietshaus in geschlossener Bebauung | Schönbachstraße 52 (Karte)                                                                         | um 1900 (Mietshaus) | Klinkerfassade in Formen des ausgehenden Historismus, mit Kunststeingliederungen, ortsentwicklungsgeschichtliche Bedeutung | 09263065 |
|                                         | Mietshaus in geschlossener Bebauung und in Ecklage | Schönbachstraße 54 (Karte)                                                                         | um 1900 (Mietshaus) | Klinkerfassade in Formen des ausgehenden Historismus, Kunststeingliederungen, Eck- und Seitenrisalite, ehemals Laden, ortsentwicklungsgeschichtliche und baugeschichtliche Bedeutung | 09263066 |
|                                         | Mietshaus (Nr. 56) in geschlossener Bebauung, mit zwei Hofgebäuden (Nr. 56a und 56b) | Schönbachstraße 56; 56a; 56b (Karte)                                                               | um 1900 (Mietshaus) | Klinkerfassade mit Jugendstileinschlag, Klinker- und Kunststeingliederungen, Tordurchfahrt, Hofgebäude Putzbauten mit Klinkergliederungen, ortsentwicklungsgeschichtliche und baugeschichtliche Bedeutung | 09262398 |
| Direkt Bild zu diesem Denkmal hochladen | Ehemaliges Fabrikgebäude im Hof | Schönbachstraße 56c (Karte)                                                                        | um 1900 (Fabrik) | Putzbau mit Klinkergliederungen, ortsentwicklungsgeschichtliche und baugeschichtliche Bedeutung | 09304911 |
|                                         | Mietshaus in geschlossener Bebauung | Schönbachstraße 58 (Karte)                                                                         | um 1900 (Mietshaus) | Klinkerfassade in Formen des ausgehenden Historismus, Klinker- und Kunststeingliederungen, Tordurchfahrt, ortsentwicklungsgeschichtliche und baugeschichtliche Bedeutung | 09263067 |
|                                         | Mietshaus in geschlossener Bebauung | Schönbachstraße 60 (Karte)                                                                         | 1898–1899 (Mietshaus) | späthistoristische Klinkerfassade mit Putz- und Steingliederungen, Tordurchfahrt, ortsentwicklungsgeschichtliche und baugeschichtliche Bedeutung | 09263068 |
|                                         | Mietshaus in geschlossener Bebauung | Schönbachstraße 62 (Karte)                                                                         | um 1900 (Mietshaus) | Putz-Klinker-Fassade in Formen des ausgehenden Historismus, Klinker- und Kunststeingliederungen, ortstsentwicklungsgeschichtliche und baugeschichtliche Bedeutung | 09262397 |
|                                         | Kindereinrichtung mit Garten, Teilen der Einfriedung und zwei Tierplastiken | Schönbachstraße 63 (Karte)                                                                         | um 1955 (Kindergarten) | zweiflüglige Anlage mit Putzfassade, Verbindung zum Garten durch Terrassen, im Garten alter Gehölzbestand, ortsteilgeschichtlich, sozialgeschichtlich und gartenkünstlerisch von Bedeutung Denkmaltext Bei dem um 1955 ausgeführten Gebäude handelt es sich um eine Kindereinrichtung mit Kindergarten und Kinderkrippe unter einem Dach. Der eingeschossige Bau ist über T-förmigen Grundriss errichtet und weist die typische Formensprache der frühen DDR-Jahre auf, die sich kaum von der traditionalistischen Architektur in der NS-Zeit unterscheidet: Putzfassaden über Klinkersockel und Walmdach mit Gaupen, mittig angeordneter Eingang mit pavillonartigem Vorbau, der mit einer Tierplastik (Eule) geschmückt ist. Die ebenerdig im Süden des Gebäudes liegenden Terrassen ermöglichen den barrierefreien Zugang aus dem Gebäude in den Garten. Der Garten ist in mehrere Funktionsbereiche untergliedert, so befinden sich vor den Terrassen im Süden Gruppenspielgärten mit je einem Sandkasten, im Westen ein großer Spielgarten mit Rasen, kleinem Spiel- und Rodelberg und Spielgerätefläche. Die Nordseite nimmt der etwas tiefer liegende Wirtschaftshof mit Großsteinpflaster in Granit ein. Zur Ausstattung des Gartens gehört eine weitere Tierplastik (Robbe). Dem Denkmalbestand des Objektes sind auch Teile der Einfriedung zuzurechnen. Diese bestehen aus Pfosten in Klinkermauerwerk und Feldern in Drahtgeflecht und stammen aus der Zeit vor 1945, als sich auf dem Gelände eine Fabrikanlage befand. Der Kindergarten mit seinem gärtnerisch gestalteten Freigelände ist ein Zeugnis des Sozialbaus der frühen DDR-Zeit. Es gehörte zum Gesellschaftsentwurf im neugegründeten sozialistischen Staat, dass Kleinkinder vielzählig in Krippen und Kindertagesstätten untergebracht werden konnten, um unter anderem Frauen eine berufliche und gesellschaftliche Tätigkeit zu ermöglichen. Anhand des Objektes lassen sich somit Bezüge zu den in seiner Entstehungszeit herrschenden politischen, kulturellen oder sozialen Verhältnissen herstellen, wodurch es sozialgeschichtliche Aussagekraft erlangt. Zudem verweist es auf die Entwicklung von Stötteritz in der Wiederaufphase nach dem II. Weltkrieg und ist damit ein ortsentwicklungsgeschichtliches Dokument. Exemplarischen Wert hat es durch die charakteristische Umsetzung der Bauaufgabe, wobei hier eine besondere Berücksichtigung der Gestaltung der Freiflächen verdient, die deshalb auch gartenkünstlerische Bedeutung haben. LfD/2013 | 09263069 |
|                                         | Mietshaus in geschlossener Bebauung | Schönbachstraße 64 (Karte)                                                                         | um 1900 (Mietshaus) | Klinkerfassade in Formen des ausgehenden Historismus, Kunststein-, Putz- und Klinkergliederungen, ortsentwicklungsgeschichtliche und baugeschichtliche Bedeutung | 09263070 |
|                                         | Mietshaus in geschlossener Bebauung | Schönbachstraße 67 (Karte)                                                                         | um 1905 (Mietshaus) | Klinkerfassade mit jugendstiligem Einschlag, Kunststeinelemente, Tordurchfahrt und Laden, baugeschichtliche und ortsentwicklungsgeschichtliche Bedeutung Denkmaltext Um 1905 errichtetes, viergeschossiges Mietshaus, das nicht im Originalzustand erhaltene Erdgeschoss Tordurchfahrt und Laden sowie mittig angeordnetem Hauseingang, die Obergeschosse mit Klinkerverkleidung und Fensterrahmungen in den Betonstein. Das Fassadenbild wird durch leicht vortretende Seitenrisalite, die auch mit einem Mehraufwand bei den Fensterverdachungen hervorgehoben sind, akzentuiert. Als Fassadenabschluss ein Traufgesims auf Konsolen. Auf einen neuen Zeitgeschmack nach 1900 verweisen die teilweise jugendstiligen Schmuckformen. Im Innern Elemente der originalen Ausstattung erhalten. Der zeit- und ortstypische Miethausbau gehört zu der in weiten Teilen erhaltenen historischen Quartierbebauung, die im Zuge der Ortserweiterung ab 1888 entstand und noch heute entscheidend das Erscheinungsbild von Stötteritz prägt. Hierdurch erlangt das Objekt ortsentwicklungsgeschichtliche Aussagekraft. Als charakteristisches Mietshaus der Zeit um 1900 ist es auch baugeschichtlich von Belang. LfD/2013 | 09262395 |
|                                         | Mietshaus in geschlossener Bebauung | Schönbachstraße 69 (Karte)                                                                         | um 1900 (Mietshaus) | späthistoristische Klinkerfassade mit kräftigen Kunststeingliederungen, Tordurchfahrt, baugeschichtliche und ortsentwicklungsgeschichtliche Bedeutung Denkmaltext Um 1900 errichtetes, viergeschossiges Mietshaus, verputztes Erdgeschoss über Rustikasockel, Obergeschosse mit roten Klinkern verkleidet, barockisierende Fensterrahmungen in Betonstein, deren Pfosten in den mittleren Achsen mit Rustika, die übrigen mit Quadern, das dritte Obergeschoss im Schmuckaufwand etwas zurückgenommen und dadurch von den unteren abgesetzt. Bauzeitliche Ausstattungselemente im Innern tragen zum Zeugniswert des Objektes bei. Das Mietshaus verweist auf die bauliche Entwicklung von Stötteritz um 1900, die unter anderem zu einer weitgehenden Verstädterung des einstigen Dorfes führte. Diese beruhte auf einem großzügigen Bebauungsplan, der durch die Festschreibung einer zeittypischen Quartierbebauung mit Mietshäusern gekennzeichnet war. Das Gebäude ist ein Dokument für die Ausführung jener tiefgreifenden Planungen und erlangt damit einen ortsentwicklungsgeschichtlichen Aussagewert. Als charakteristisches Mietshaus des Späthistorismus mit ansprechender Fassadengestaltung ist es auch baugeschichtlich von Bedeutung. LfD/2012 | 09262391 |
|                                         | Mietshaus in halboffener Bebauung | Schönbachstraße 70 (Karte)                                                                         | um 1900 (Mietshaus) | späthistoristische Klinkerfassade mit Klinker-, Putz- und Kunststeingliederungen, Tordurchfahrt, ortsentwicklungsgeschichtliche Bedeutung | 09262396 |
|                                         | Mietshaus in halboffener Bebauung | Schönbachstraße 71 (Karte)                                                                         | um 1900 (Mietshaus) | gelbe Klinkerfassade in Formen des ausgehenden Historismus, mit grünen Klinkergliederungen, historische Ladeneinbauten, Tordurchfahrt, ursprünglich das Gewerbegebäude Güntzstraße 5 dazugehörig, ortsentwicklungsgeschichtliche und baugeschichtliche Bedeutung Denkmaltext Um 1900 errichteter, fünfgeschossiger Mietshausbau, dessen Erdgeschoss außer der Toreinfahrt ausschließlich geschäftlich genutzt wurde. Erhalten sind historische Ladeneinbauten mit Beschriftungen, die auf die ansässige Kaffeerösterei Schirmer verweisen (das dazugehörige Gewerbegebäude heute unter der Adresse Güntzstraße 5). Die relativ einfach gehaltene Klinkerfassade ist akzentuierend mit aus grünen Glasurklinkern hergestellten Bändern und Rautenornament geschmückt. Das Objekt veranschaulicht die bauliche Entwicklung von Stötteritz um 1900, die durch eine starke Ortserweiterung mit weitgehender Verstädterung des einstigen Dorfes geprägt war. Durch seine Verbindung mit einem Gewerbebetrieb dokumentiert es außerdem, dass neben der zeittypischen Mietshausbebauung auch kleine und größere Fabrikationsanlagen entstanden, wodurch Stötteritz das Gepäge eines industriellen Vorortes erhielt. Gerade die Bebauung um den Bahnhof, wozu das Gebäude gehört, zeigte dieser charakteristische Durchmischung von Mietshausbebauung und Geschäfts- und Gewerbebauten. Unter diesen Aspekten verkörpert das Objekt einen ortsentwicklungsgeschichtliche Aussagewert. Durch seine Ausprägung verweist es überdies auf die Vielfalt in der Umsetzung der epocheprägenden Bauaufgabe Mietshaus und hat damit auch baugeschichtliche Bedeutung. LfD/2012 | 09262392 |
| Weitere Bilder                          | Werkstattgebäude (auf dem Durchgangsgrundstück zu Breslauer Straße 4) sowie Einfriedung | Schönbachstraße 72; 74 (Karte)                                                                     | um 1895 (Werkstatt) | Klinkerbau mit Klinkergliederungen, Einfriedung rot-gelbe Klinkermauer, durch Pfeiler unterteilt, ortsentwicklungsgeschichtliche Bedeutung | 09262393 |
|                                         | Mietshaus in halboffener Bebauung, mit älterem Schlussstein auf der Hofseite | Schönbachstraße 76 (Karte)                                                                         | um 1905 (Mietshaus), 18. Jh. (Schlussstein) | Klinker-Naturstein-Fassade mit Jugendstilanklängen, barocker Schlussstein in Sandstein, ortsentwicklungsgeschichtliche und baugeschichtliche Bedeutung | 09262394 |
|                                         | Mietshaus in geschlossener Bebauung | Schönbachstraße 76a (Karte)                                                                        | um 1890 (Mietshaus) | späthistoristische Putzfassade mit Kunststeinelementen, ortsentwicklungsgeschichtliche Bedeutung | 08967710 |
|                                         | Mietshaus in geschlossener Bebauung und in Ecklage | Schönbachstraße 77 (Karte)                                                                         | um 1900 (Mietshaus) | Klinkerfassade in Formen des ausgehenden Historismus, mit Kunststein-, Putz- und Klinkergliederungen, Eckrisalit mit Türmchenaufsatz und flankierenden Giebeln, ehemals Eckladen, straßenbildprägend, ortsentwicklungsgeschichtliche und baugeschichtliche Bedeutung | 09290848 |
|                                         | Mietshaus (mit drei Hausnummern) in geschlossener Bebauung und in Ecklage | Schönbachstraße 78; 78a; 78b (Karte)                                                               | 1891 (Mietshaus) | etwas vereinfachte, späthistoristische Putzfassade mit Putz- und Kunststeingliederungen, Hausdurchgang und Läden, städtebaulich wichtige Lage, ortsentwicklungsgeschichtliche Bedeutung Denkmaltext Der imposante Kopfbau wurde 1891 auf einem Eckgrundstück zur Papiermühlstraße errichtet und dominiert die großzügig konzipierte Straßenkreuzung am Stötteritzer Bahnhof. Als Bauherren unterzeichneten der Kaufmann Ferdinand Jost und der Maurermeister (Franz) Ferdinand Itzinger die eingereichten Pläne. 1911 findet sich die Bezeichnung „Ferdinandhaus“ in den Akten. Seit etwa 1923 ist die Bahnhof-Apotheke im Erdgeschoss eingerichtet. Die Pläne zeigen eine reiche Stuck- und Putzgliederung, welche das herrschaftlich wirkende Gründerzeithaus überziehen, leider wurden die Gliederungselemente im Zuge einer Haussanierung zu DDR-Zeiten teilweise vereinfacht und der malerische Eckturm abgetragen. Der Sockel besteht aus Zyklopmauerwerk in Rochlitzer Porphyrtuff. In den beiden Treppenhäusern Ausmalungen, erhalten sind ferner u. a. alle Wohnungseingangstüren in den Obergeschossen und die Türen in den Wohnungen. LfD/2006 | 09299977 |
|                                         | Mietshaus in geschlossener Bebauung | Schönbachstraße 79 (Karte)                                                                         | um 1905 (Mietshaus) | Putz-Klinker-Fassade zwischen Späthistorismus und Jugendstil, Putz- und Kunststeingliederungen, ortsentwicklungsgeschichtliche und baugeschichtliche Bedeutung | 09263076 |
|                                         | Mietshaus in geschlossener Bebauung | Schönbachstraße 80 (Karte)                                                                         | um 1900 (Mietshaus) | Klinkerfassade in schweren, späthistoristischen Formen, mit Kunststein- und Klinkergliederungen, ortsentwicklungsgeschichtliche und baugeschichtliche Bedeutung | 09263077 |
|                                         | Mietshaus in halboffener Bebauung | Schönbachstraße 81 (Karte)                                                                         | 1930 (Mietshaus) | schlichte Putzfassade, Zeugnis des Mietwohnungsbaues um 1930, baugeschichtliche Bedeutung | 09301343 |
|                                         | Mietshaus in geschlossener Bebauung | Schönbachstraße 82 (Karte)                                                                         | um 1905 (Mietshaus) | Klinkerfassade mit Jugendstileinschlag, Putz-, Klinker- und Kunststeingliederungen, ortsentwicklungsgeschichtliche und baugeschichtliche Bedeutung | 09263078 |
|                                         | Mietshaus in geschlossener Bebauung | Schönbachstraße 84 (Karte)                                                                         | bezeichnet 1904 (Mietshaus) | Putzfassade mit Putz- und Kunststeingliederungen sowie jugendstiligem Putzdekor, Tordurchfahrt, ortsentwicklungsgeschichtliche und baugeschichtliche Bedeutung | 09294798 |
|                                         | Mietshaus in geschlossener Bebauung | Schönbachstraße 87 (Karte)                                                                         | um 1910 (Mietshaus) | Putzfassade im Reformstil um 1910, Putzgliederungen, breite erkerartige Vorlage, seitliches Dachhaus, ortsentwicklungsgeschichtliche und baugeschichtliche Bedeutung | 09263080 |
|                                         | Mietshaus in geschlossener Bebauung | Schönbachstraße 89 (Karte)                                                                         | um 1910 (Mietshaus) | Putzfassade in Formen des Jugendstils und der Reformarchitektur um 1910, Kunststein- und Putzgliederungen, Doppelerker, verbunden durch Balkone mit schmiedeeisernen Gittern, ortsentwicklungsgeschichtliche und baugeschichtliche Bedeutung | 09263081 |
|                                         | Mietshaus in halboffener Bebauung | Schönbachstraße 89a (Karte)                                                                        | um 1914 (Mietshaus) | Putzfassade in Formen des ausgehenden Historismus, Kunststein- und Putzgliederungen, gestelzte Blendbögen, seitlich angeordneter Fachwerkerker, baugeschichtlich von Bedeutung | 09306305 |
|                                         | Fabrikgebäude in rückwärtiger Lage, mit straßenseitiger Einfriedung und Hofpflasterung | Schönbachstraße 91 (Karte)                                                                         | um 1895 (Fabrik) | ehemalige Buchdruck-Walzenmasse-Fabrik, Putz-Klinker-Bau über winkligem Grundriss, Zeugnis der Bedeutung Leipzigs als Zentrum des Druckgewerbes und der Technologieentwicklung im Buch- und Zeitungsdruck, ortsentwicklungsgeschichtliche, baugeschichtliche und industriegeschichtliche Bedeutung | 09263082 |
|                                         | Mietshaus in halboffener Bebauung und in Ecklage | Schwarzackerstraße 1 (Karte)                                                                       | 1906 (Mietshaus) | Putzfassade mit Kunststein- und Putzgliederungen sowie jugendstiligem Putzdekor, breit abgeschrägte Ecke, Läden, ortsentwicklungsgeschichtliche und baugeschichtliche Bedeutung | 09263085 |
|                                         | Mietshaus in geschlossener Bebauung und in Ecklage | Schwarzackerstraße 2 (Karte)                                                                       | 1906 (Mietshaus) | Putzfassade in Formen des Jugendstils und der Reformarchitektur nach 1900, Putz- und Kunststeingliederungen, verbrochene Ecke mit angedeutetem Erker und Zwerchgiebel, Läden, ortsentwicklungsgeschichtliche und baugeschichtliche Bedeutung | 09263086 |
|                                         | Mietshaus in halboffener Bebauung | Schwarzackerstraße 3 (Karte)                                                                       | 1906 (Mietshaus) | Putz-Klinker-Fassade mit Jugendstileinschlag, Kunststein- und Putzgliederungen, ehemals Laden, ortsentwicklungsgeschichtliche und baugeschichtliche Bedeutung | 09263087 |
|                                         | Mietshaus in geschlossener Bebauung | Schwarzackerstraße 5 (Karte)                                                                       | 1906 (Mietshaus) | Klinkerfassade zwischen ausgehendem Historismus und Jugendstil, Kunststeingliederungen, zwei Balkonzonen mit schmiedeeisernen Gittern (vgl. Nachbarhaus Nummer 7), ortsentwicklungsgeschichtliche und baugeschichtliche Bedeutung | 09263088 |
|                                         | Mietshaus in geschlossener Bebauung | Schwarzackerstraße 6 (Karte)                                                                       | 1906 (Mietshaus) | Putz-Klinker-Fassade mit Kunststeinelementen und Jugendstildekoration, ortsentwicklungsgeschichtliche und baugeschichtliche Bedeutung | 09263089 |
|                                         | Mietshaus in geschlossener Bebauung | Schwarzackerstraße 7 (Karte)                                                                       | 1906 (Mietshaus) | Klinkerfassade zwischen ausgehendem Historismus und Jugendstil, Kunststeingliederungen, zwei Balkonzonen mit schmiedeeisernen Gittern (vgl. Nachbarhaus Nummer 5), ortsentwicklungsgeschichtliche und baugeschichtliche Bedeutung | 09263090 |
|                                         | Mietshaus in geschlossener Bebauung | Schwarzackerstraße 8 (Karte)                                                                       | 1906 (Mietshaus) | Klinkerfassade in Formen des ausgehenden Historismus mit Jugendstilanklängen, Kunststeingliederungen und zwei Balkonzonen mit schmiedeeisernen Gittern, ehemals Laden, ortsentwicklungsgeschichtliche und baugeschichtliche Bedeutung | 09263091 |
|                                         | Mietshaus in geschlossener Bebauung | Schwarzackerstraße 9 (Karte)                                                                       | 1907 (Mietshaus) | Klinkerfassade in versachlichter, sich vom Historismus abwendender Gestaltung, Kunststeingliederungen, Tordurchfahrt, ortsentwicklungsgeschichtliche Bedeutung | 09263092 |
|                                         | Mietshaus in geschlossener Bebauung | Schwarzackerstraße 10 (Karte)                                                                      | 1906 (Mietshaus) | vom Jugendstil beeinflusste Klinkerfassade mit Kunststein-, Putz- und Klinkergliederungen, Seitenachsen erkerartiger vergewölbt und verputzt, Dachgaupe mit Segmentgiebel, Tordurchfahrt und ehemals Laden (vgl. Nachbarhaus Nummer 12), ortsentwicklungsgeschichtliche und baugeschichtliche Bedeutung | 09263093 |
|                                         | Mietshaus in geschlossener Bebauung | Schwarzackerstraße 11 (Karte)                                                                      | 1908 (Mietshaus) | Klinker-Putz-Fassade in Jugendstilformen, Kunststeinelemente, Betonung de Mitte durch Bogengliederung und Schaugiebel, mit Tordurchfahrt, ortsentwicklungsgeschichtliche und baugeschichtliche Bedeutung | 09263094 |
|                                         | Mietshaus in geschlossener Bebauung | Schwarzackerstraße 12 (Karte)                                                                      | 1907 (Mietshaus) | vom Jugendstil beeinflusste Klinkerfassade mit Kunststein-, Putz- und Klinkergliederungen, Seitenachsen erkerartiger vergewölbt und verputzt, Tordurchfahrt und Laden (vgl. Nachbarhaus Nummer 10), ortsentwicklungsgeschichtliche und baugeschichtliche Bedeutung | 09263095 |
|                                         | Mietshaus in geschlossener Bebauung | Schwarzackerstraße 13 (Karte)                                                                      | 1908 (Mietshaus) | Klinkerfassade mit Anklängen des Jugendstils und der Reformarchitektur um 1910, Kunststeingliederungen, Mitte durch erkerartige Vorlage betont, ehemals Läden, ortsentwicklungsgeschichtliche und baugeschichtliche Bedeutung | 09263096 |
|                                         | Mietshaus in geschlossener Bebauung | Schwarzackerstraße 14 (Karte)                                                                      | 1905 (Mietshaus) | Klinkerfassade mit Jugendstilformen, Kunststeingliederungen, ehemals Laden, ortsentwicklungsgeschichtliche und baugeschichtliche Bedeutung | 09263097 |
|                                         | Mietshaus in geschlossener Bebauung | Sommerfelder Straße 1 (Karte)                                                                      | 1910 (Mietshaus) | symmetrische Putzfassade im Reformstil um 1910, Putzgliederungen und Putzdekor, Mittenbetonung durch flache Vorlage, ortsentwicklungsgeschichtliche und baugeschichtliche Bedeutung | 09263098 |
|                                         | Mietshaus in geschlossener Bebauung | Sommerfelder Straße 2 (Karte)                                                                      | 1910 (Mietshaus) | Putzfassade in Jugendstilformen, Putz- und Kunststeingliederungen, Betonung der Mitte durch flache Vorlage mit Attikaabschluss, ortsentwicklungsgeschichtliche und baugeschichtliche Bedeutung | 09263099 |
|                                         | Mietshaus in geschlossener Bebauung | Sommerfelder Straße 3 (Karte)                                                                      | um 1910 (Mietshaus) | Putzfassade in Formen des Jugendstils und der Reformarchitektur um 1910, Putz- und Kunststeingliederungen, ortsentwicklungsgeschichtliche und baugeschichtliche Bedeutung | 09263100 |
|                                         | Mietshaus in geschlossener Bebauung | Sommerfelder Straße 4 (Karte)                                                                      | 1910 (Mietshaus) | Klinkerfassade mit Anklängen an Jugendstil und Reformarchitektur um 1910, Klinker-, Putz- und Kunststeingliederungen, ortsentwicklungsgeschichtliche und baugeschichtliche Bedeutung | 09263101 |
|                                         | Mietshaus in geschlossener Bebauung | Sommerfelder Straße 5 (Karte)                                                                      | 1908 (Mietshaus) | Putzfassade mit Jugendstilanklängen, Putz- und Kunststeingliederungen, Tordurchfahrt und Laden, Obergeschosse mit flacher Vorlage, ortsentwicklungsgeschichtliche und baugeschichtliche Bedeutung | 09263102 |
|                                         | Mietshaus in geschlossener Bebauung | Sommerfelder Straße 6 (Karte)                                                                      | 1909–1910 (Mietshaus) | Klinkerfassade in Jugendstilformen, Klinker-, Putz- und Kunststeingliederungen, Tordurchfahrt und Laden, mittig angeordneter Zwerchgiebel, ortsentwicklungsgeschichtliche und baugeschichtliche Bedeutung Denkmaltext August Richter führte im Auftrag des Zimmermanns Richard Thieme die Pläne für ein acht Fensterachsen breites Mietshaus im geschlossenen Verband aus. Zeichnungen und statische Berechnungen hierfür hatte der bauleitende Architekt Alfred Nitzschke 1909 vorgelegt. Während die oberen Etagen zwei jeweils unterschiedlich große Wohnungen besaßen beinhaltete die Parterrenutzung neben der Durchfahrt lediglich eine Wohnung mit integriertem Laden. Nach Schlussprüfung im April 1910 betrieb Fleischermeister Otto Rindfleisch straßenseitiges Geschäft und das mit einem 18 Meter hohen Schornstein erbaute Hofgebäude. Unter Dach kam 1919 eine Notwohnung zur Einrichtung, um die herrschende Wohnungsnot zu lindern, später entstanden Unterstellräume für Kraftwagen im Hof und erfuhr die Werkstatt einige Umbauten. Von 2012 stammen Pläne für Umbau, Sanierung, weiteren Dachausbau. Wirkungsvoll behauptet sich die aus hellem Verputz und gelbem Ziegelmauerwerk kontrastreich gestaltete Fassade im geschlossenen Straßenzug, geben Kunststeinformteile, grünglasierte Klinkersteine und später Jugendstildekor optischen Schauwert. Prägend zeigt sich ein ungewöhnlich schmaler hoher Zwerchhausgiebel. Zur erhaltenen Ausstattung gehören neben dem Tor der Einfahrt auch Wohnungseingangstüren mit Supraporten, Stuckgliederung und Sichtklinkersockel in der Durchfahrt sowie andere Details. Für das Mietshaus in geschlossener Zeilenbebauung besteht als originaler Bestandteil der Stötteritzer Ortsentwicklung ein baugeschichtlicher Wert. LfD/2018 | 09263103 |
|                                         | Mietshaus in geschlossener Bebauung | Sommerfelder Straße 7 (Karte)                                                                      | 1909–1910 (Mietshaus) | Putzfassade im Reformstil um 1910, Putz- und Kunststeingliederungen, Außenachsen erkerartig vorgewölbt, über der Mitte Dreieckgiebel, Tordurchfahrt und Laden, ortsentwicklungsgeschichtliche und baugeschichtliche Bedeutung | 09263104 |
|                                         | Mietshaus in geschlossener Bebauung und in Ecklage | Sommerfelder Straße 8 (Karte)                                                                      | 1909 (Mietshaus) | Putzfassade mit Formen des späten Jugendstils und der Reformarchitektur um 1910, Putz- und Kunststeingliederungen, verbrochene Ecke mit Schweifgiebel, ehemals Gaststätte, ortsentwicklungsgeschichtliche und baugeschichtliche Bedeutung | 09263105 |
|                                         | Mietshaus in geschlossener Bebauung | Sommerfelder Straße 9 (Karte)                                                                      | um 1910 (Mietshaus) | elegante Putzfassade in Formen des Jugendstils und der Reformarchitektur um 1910, Putz- und Kunststeingliederungen, Betonung der Mitte durch flache Vorlage, ortsentwicklungsgeschichtliche und baugeschichtliche Bedeutung Denkmaltext Das Grundstück gehörte zum Stötteritzer Rittergut – 1860 ließ Luise verehelichte Mylius einen Wohnhausumbau vornehmen. Ebenfalls Umbauarbeiten beauftragten die Geschwister Baumeyer 1876/1877. Ein Brand zerstörte 1904 das Dach des Zug- und Zuchtviehstalls, zu dessen Wiederaufbau um Genehmigung ersucht wurde. Baumeister Oscar George wurde hierfür mit Ausführung und Bauleitung durch die Leipziger Immobiliengesellschaft beauftragt. Großflächig hatte diese Gesellschaft Stötteritzer Flur aufgekauft und initiierte ein im Ort außerordentlich umfängliches Baugeschehen. Für das Rittergutsareal veranlasste Otto Nitzschke 1907 die Niederlegung von Scheune, Geräteschuppen mit Taubenhaus und Stallgebäude. Zunächst wurde das Wohnhaus weiter genutzt. Mit Datum 30. März 1909 erging der Bauantrag für ein Wohnhaus nebst Waschhaus auf dem heutigen, 320 m² großen Grundstück Sommerfelder Straße 9, wobei der Maurerpolier Bernhard Ströfer als Investor und zugleich Ausführender auftrat. Planzeichnungen, Statik und die Bauleitung übertrug dieser dem Architekten Alfred Nitzschke, der Ende September des Jahres die Schlussabnahme beantragen durfte. 1934 mussten die vom Hof aus gesehen linksseitigen Holzbalkone erneuert werden – in den Jahren 1996/1997 ließ die Fa. Concept Plan aus München sämtliche Balkone im Rahmen einer umfassenden Gebäudesanierung erneuern. Ein Mittelrisalit tritt vor die Bauflucht der komplett verputzten Fassade, deren feinteiliges Dekor dem Gebäude im Übergang zwischen Jugendstil und Reformstil eine freundliche und festliche Wirkung gibt. Herausgehoben ist das Portal der Eingangstür, hinter der sich weitere Details der originalen Ausstattung erhalten haben. In einer jeden Etage gelangten zwei Wohnungen zur Einrichtung, die Aborte noch im Treppenraum. Das Gebäude im geschlossenen Quartier, in Nähe der Stötteritzer Dorfkirche, besitzt einen baugeschichtlichen Wert. LfD/2016, 2017 | 09263106 |
|                                         | Mietshaus in geschlossener Bebauung und in Ecklage | Sommerfelder Straße 10 (Karte)                                                                     | 1909–1910 (Mietshaus) | Putzfassade in Jugendstilformen, Putz- und Kunststeingliederungen, Eckladen, ortsentwicklungsgeschichtliche und baugeschichtliche Bedeutung Denkmaltext Bauunternehmer Ernst Robert Flügel übernahm die Finanzierung und Ausführung eines Eckwohngebäudes, der Stötteritzer Architekt Alfred Nitzschke die Bauleitung und statischen Berechnungen. Am gleichen Tag wurden Bauantrag, Zeichnungen, Erklärungen für gemeinschaftliche Giebel und zur Hofgemeinschaft eingereicht (25. August 1909). Eine längere Diskussion zwischen den am Vorhaben Beteiligten und der Genehmigungsbehörde entstand zunächst im Hinblick auf die Einrichtung einer Hausmannswohnung im Dachgeschoss, später der nachgereichte Antrag für eine Niederlage im (zu kleinen) Hof. Insgesamt zeigen die historischen Pläne zwölf Wohnungen im Haus. Es sollten im Parterre zwei Mietparteien sowie ein Laden mit Nebenraum Platz finden, in den oberen Etagen jeweils drei Wohnungen, wobei die Nutzer der Mittelwohnungen auf den Komfort eines Bades mit WC noch verzichten und die Aborte übers Treppenhaus zu benutzen hatten. Für die 25. Juli 1910 ist die Gestattung der Ingebrauchnahme aktenkundig bei Nachforderung von Unterlagen über die baulich erfolgten kleineren Änderungen. Etwa zeitgleich entstand das Nachbarhaus in der heutigen Sommerfelder Straße (damals Mölkauer Straße), während das Grundstück in der Baumeyerstraße noch unbebaut lag. Hinsichtlich der Ladennutzung ist 1914 in der Bauakte eine Kolonialwaren- und Drogenhandlung belegt, 1970/1971 ein Umbau für die Zentrale Einkaufsgemeinschaft Schuhe. Vom Frühjahr 1988 datiert ein Schreiben des VEB Gebäudewirtschaft Leipzig über „Sanierung bzw. Abriß des einsturzgefährdeten straßenseitigen Ziergiebelüberstandes sowie Sperrung und Abriß der Balkone (straßenseitig eine Balkonreihe, hofseitig zwei Balkonreihen zu je drei Balkonen)“, in den Jahren 1995–1996 erfolgten ein Ausbau des Dachgeschosses, 1998–1999 der Anbau von zwei Balkonanlagen im Hof. Das stattliche Mietshaus liegt markant in Ecklage Baumeyerstraße, in unmittelbarer Nähe zum Schmuckplatz mit der Stötteritzer Marienkirche. Flächig spannt sich die mit feingliedrigem Schmuckdekor überzogene Putzfassade der Übergangszeit zwischen Jugendstil und Reformstilarchitektur, mit drei großen Schaufenstern präsentiert sich werbewirksam der mit Eingang an der verbrochenen Ecke zugängliche Eckladen. Über dem bis zu den Sohlbänken des Erdgeschosses gezogenen Rustikaquadersockel aus Betonstein ist Putznutung zu sehen, darüber Glattverputz bis zur profilierten Traufe. Herausgehoben ist die Rahmung des Hauseingangs. Erhalten haben sich u. a. das Holztreppenhaus, Wohnungseingangstüren, Jugendstilwandkacheln und Terrazzo sowie festlicher Wand- und Deckenstuck im Eingangsbereich. Für das Gebäude ist eine baugeschichtliche Bedeutung festzuhalten, dokumentiert das Haus die letzte Phase der Stötteritzer Ortsentwicklung maßgeblich. LfD/2016, 2018 | 09263107 |
|                                         | Mietshaus in geschlossener Bebauung und in Ecklage, mit Vorgarten an der Lochmannstraße | Sommerfelder Straße 11 (Karte)                                                                     | 1908–1909 (Mietshaus) | Putzfassade in Formen des Jugendstils und der Reformarchitektur um 1910, Eckbetonung durch Eckerker und Dachausbau, an den Fronten je ein Erker in Kastenform, ehemals Eckladen, ortsentwicklungsgeschichtliche und baugeschichtliche Bedeutung Denkmaltext An der Ecke heutige Lochmannstraße entstand in exquisiter Lage 1908 bis 1909 ein Wohngebäude nach Entwürfen und statischen Berechnungen des den Bau leitenden Architekten Alfred Heinke. Bauherren waren Rudolph Rink sowie der zudem für die Ausführung verantwortliche Bauunternehmer Otto Nitzschke. In einem am 23. Oktober 1943 verfassten Bericht wurden Schäden durch Bombeneinschlag am Mittelbau erläutert, sie wurden später teilweise repariert. Zwischen Juli 1996 und November des Folgejahres erfolgten Sanierung und ein Dachausbau nach Planvorlagen von Hochbauingenieur M. Spengler. Zwischen farbigem Klinkersockel und dunkler Dacheindeckung weisen die Fassaden der vier Wohnetagen hellen Verputz auf – mit einfachen Rahmungen und wenigem Schmuckdekor des ausklingenden Jugendstils. Markant fallen der zweiachsige Erker an der verbrochenen Ecke sowie zwei Kastenerker auf, der Front an der Lochmannstraße ist ein Vorgarten beigegeben. Verloren gegangen sind die feinen Nutungen der Erker und des Erdgeschosses. Innenausstattung und die dem Jugendstil verhaftete Hauseingangstür verleihen dem äußerlich recht glatt erscheinenden Gebäude einen angenehmen Charakter. Das Gebäude zählt in die letzte umfassende Phase der Ortsentwicklung in Stötteritz und markiert in Korrespondenz zum historistischen Schmuckplatz eine gewichtige städtebauliche Situation in unmittelbarer Nähe der Marienkirche. LfD/2018 | 09263108 |
|                                         | Mietshaus in geschlossener Bebauung | Sommerfelder Straße 12 (Karte)                                                                     | 1909–1910 (Mietshaus) | schlichte, wohl nachträglich etwas reduzierte Putzfassade im Reformstil um 1910, auch Jugendstilanklänge, Kunststeingliederungen, Doppelerker, ortsentwicklungsgeschichtliche Bedeutung | 09292687 |
|                                         | Mietshaus in geschlossener Bebauung | Sommerfelder Straße 14 (Karte)                                                                     | 1909–1911 (Mietshaus) | Putzfassade, beeinflusst durch Jugendstil und Reformarchitektur um 1910, Kunststeingliederungen, Doppelerker mit Klinkergliederung, verbunden durch Balkone mit schmiedeeisernen Gittern, seitlicher Dachausbau mit interessanter Giebelgestaltung, ortsentwicklungsgeschichtliche und baugeschichtliche Bedeutung | 09263109 |
|                                         | Handschwengelpumpe mit Brunnenschacht und Abdeckplatte sowie Wartungsschacht auf dem Platz an der Stötteritzer Kirche | Sommerfelder Straße 14 (gegenüber) (Karte)                                                         | um 1900 (Handschwengelpumpe) | Pumpe nicht mehr vorhanden, ortsgeschichtlich von Bedeutung | 09262759 |
|                                         | Mietshaus in geschlossener Bebauung und in Ecklage | Sommerfelder Straße 15 (Karte)                                                                     | bezeichnet 1889 (Mietshaus) | historistische Putzfassade mit Stein- und Putzgliederungen, Eckrisalit, darüber Dachausbau mit Schweifhaube, Läden, ortsentwicklungsgeschichtliche und baugeschichtliche Bedeutung | 09263110 |
|                                         | Mietshaus in geschlossener Bebauung | Sommerfelder Straße 16 (Karte)                                                                     | 1909–1911 (Mietshaus) | Putzfassade mit dem Historismus nachklingenden Reduktionsformen, Kunststeingliederungen, Betonung der Mitte durch Vorlage und Zwerchgiebel mit Rundbogenabschluss, Tordurchfahrt, ortsentwicklungsgeschichtliche und baugeschichtliche Bedeutung | 09263111 |
|                                         | Mietshaus in halboffener Bebauung | Sommerfelder Straße 18 (Karte)                                                                     | 1910–1911 (Mietshaus) | Putzfassade im Sinne der versachlichten Architektur nach 1900, Kunststeingliederungen, Betonung der Mitte durch flache, über die Traufe aufsteigende Vorlage, Tordurchfahrt, ortsentwicklungsgeschichtliche Bedeutung Denkmaltext 1910/11 im Auftrag des Schlossermeisters Richard Müller errichtetes Mietshaus. Unter Müllers Vorgängern Otto Nitzschke und Rudolf Rink zunächst repräsentatives Mietshaus mit mittleren und größeren Wohnungen geplant, aus Rentabilitätsgründen dann aber das Vorhaben zum Mietshaus mit kleinen Wohnungen geändert. Architekt war Alfred Nitzschke. Das viergeschossige Gebäude ist das letzte in der Baureihe der Südseite der Sommerfelder Straße und befindet sich somit im Eckbereich des Schmuckplatzes um die Stötteritzer Kirche. Die Front wegen des Straßenverlaufes etwas abgewinkelt. Die Änderung des Bauvorhabens schlug sich auch in der Fassadengestaltung nieder. Das nunmehr für bescheidenere Wohnansprüche ausgeführte Haus erhielt eine Putzfassade mit einachsigem Mittelrisalit, der mit einem Segmentgiebel abgeschlossen ist. Über kräftigem, gequadertem Sockel das einst genutete Erdgeschoss und die drei glatt geputzten Obergeschosse. Hauptschmuck sind die Fensterrahmungen des ersten und zweiten Obergeschosses. Sie sind mit ge- schwungenen Giebelchen versehen und zeigen geometrisierendes Ornament. Der Segmentgiebel des Risalits mit Voluten, die ursprüngliche Vasenbekrönung fehlt. Die insgesamt zurückhaltende Fassadengestaltung entspricht zum einen der Bauaufgabe und zum anderen den allgemeinen Reformstil-Tendenzen der Entstehungszeit. Das Mietshaus ist ein Zeugnis für den im ausgehenden 19. Jh. begonnenen und im frühen 20. Jh. fortgesetzten städtischen Ausbau von Stötteritz. Hiermit erlangt es ortsentwicklungsgeschichtliche Aussagekraft, wobei mit ins Gewicht fällt, dass das Gebäude Teil des zentralen, weitgehend ursprünglich erhaltenen Baugefüges um die Stötteritzer Kirche ist, das eine hohe Dichte an Kulturdenkmalen aufweist. Hinzuweisen ist auf die korrespondierende Gestaltung des Nachbargebäudes Nummer 16. Als zeit- und ortstypischer Mietshausbau hat es auch baugeschichtliche Bedeutung. LfD/2013 | 09263112 |
|                                         | Mietshaus in geschlossener Bebauung | Sommerfelder Straße 23 (Karte)                                                                     | um 1885 (Mietshaus) | historistische Putzfassade mit Stuck- und Sandsteingliederung, ortsentwicklungsgeschichtliche und baugeschichtliche Bedeutung | 09263113 |
|                                         | Mietshaus in geschlossener Bebauung | Sommerfelder Straße 25 (Karte)                                                                     | 1888 (Mietshaus) | historistische Putzfassade mit Putz- und Steingliederungen, Tordurchfahrt, ortsentwicklungsgeschichtliche Bedeutung Denkmaltext Auf einem Grundstück der Dammschen Erben entsteht 1888 ein Mietshaus nebst Seitengebäude für den Lehrer Friedrich Adolf Bernhard Lindner nach Entwurf von Zimmermeister Wilhelm Lindner. Dreigeschossiger Bau mit Mansarddach, die historistische Putzfassade mit feiner Gliederung und Stuckdekor, seitliche Tordurchfahrt und hofseitiger Hauseingang, je Etage zwei Wohnungen mit Kammer, zwei Stuben, Vorsaal, Küche mit Speisekammer sowie AWC vorgerichtet, Innenausstattung komplett erhalten. Das Objekt ist ein Zeugnis der in der zweiten Hälfte des 19. Jh. begonnenen Entwicklung von Stötteritz vom Dorf zum städtisch geprägten Vorort, hierdurch erlangt es ortsentwicklungsgeschichtliche Aussagekraft. LfD/2007 | 09300866 |
|                                         | Straßenbahndepot der Leipziger Elektrischen Straßenbahn, Wagenhalle (ohne Anbauten) in rückwärtiger Lage (Anschrift: Holzhäuser Straße 113) und Verwaltungsgebäude in geschlossener Bebauung (Anschrift: Sommerfelder Straße 34)                                               | Sommerfelder Straße 34 (Karte)                                                                     | 1898 Eröffnung (Straßenbahndepot), 1897–1898 (Wagenhalle), 1907–1909 (Verwaltungsgebäude)                                                      | Übernachtungsdepot, Klinkerfassaden mit Klinker- und Kunststeingliederungen, Zeugnisse aus der Frühzeit des öffentlichen elektrischen Nahverkehrs in Leipzig mit zwei konkurrierenden Straßenbahnunternehmen und jeweils eigenständigen Schienennetzen und Betriebshöfen, baugeschichtlich, ortsentwicklungsgeschichtlich und verkehrsgeschichtlich von Bedeutung | 09263116 |
|                                         | Mietshaus in geschlossener Bebauung | Sommerfelder Straße 35 (Karte)                                                                     | um 1910 (Mietshaus) | Klinkerfassade im Reformstil um 1910, Kunststeingliederungen, flache seitliche Vorlagen, mittiger Zwerchgiebel, ortsentwicklungsgeschichtliche und baugeschichtliche Bedeutung | 09263117 |
|                                         | Mietshaus in geschlossener Bebauung | Sommerfelder Straße 36 (Karte)                                                                     | 1910–1911 (Mietshaus) | Putzfassade im Reformstil um 1910, Putzgliederungen, Mittenbetonung durch flache Vorlage mit Schmuckreliefs, Tordurchfahrt, ortsentwicklungsgeschichtliche und baugeschichtliche Bedeutung Denkmaltext 1875 wurden auf dem Grundstück Schmiedegasse 86 Wohnhaus und Seitengebäude für Herrn Karl Knef errichtet. Das Vorprojekt für einen Neubau – nun in der Mölkauer Straße 36 – datiert vom 7. Dezember 1910 und trägt die Unterschrift des Architekten Adolf Heilmann aus Reudnitz. Interessant in den Planungen ist die neue, zurückgesetzte Straßenbauflucht, welche die neue Straßenbreite von 15 Metern gewährleisten musste. Aus der Hand der Holz- und Kohlenhandlung/Dampf-Holzspalterei Ernst Robert Berger erwarben die Herren Johann Karl Ernst Lippold und Heinrich Louis August Lippold das Grundstück. Letzterer zeichnet für die 1911 erfolgte Ausführung des Vorderwohnhauses nebst Waschhaus (abgebrochen) verantwortlich. Nur wenige Monate später als das im Reformstil errichtete Mietshaus mit Putzfassade und vier Reliefplatten entstand als moderner Stahlbetonbau das Fabrikgebäude im Hof (kein Denkmal), die Schlussabnahme erfolgte am 10. Januar 1912. Die Ausführung des Fabrikgebäudes übernahm die Aktien-Gesellschaft für Beton- und Monierbau Leipzig, ein Aufzug wurde 1937 angebaut. In den Anfangsjahren diente das Gebäude unterschiedlichen Gewerken als Produktionsstätte, so unter anderem als Schuhleistenfabrik und Herstellungsort für Präsizionsmesswerkzeuge, als Zigarren- und Möbelfabrik, Maschinen- und Armaturenfabrik sowie als Tischlerwerkstatt und Pelzveredlungswerk. Nach dem Krieg Nutzung von der KWU der Stadt Leipzig/Energie-Metallbau sowie später durch den VEB Intron Werk für industrielle Elektronik Leipzig. LfD/2006 | 09263118 |
|                                         | Mietshaus in halboffener Bebauung | Sommerfelder Straße 40 (Karte)                                                                     | 1912 (Mietshaus) | ansprechende Klinker-Putz-Fassade im Reformstil um 1910, Putz-, Klinker- und Kunststeingliederungen, Betonung der Mitte durch flache Vorlage mit Dreieckgiebelabschluss, Tordurchfahrt, korrespondierende Gestaltung mit Nachbarhaus Nummer 42, ortsentwicklungsgeschichtliche und baugeschichtliche Bedeutung | 09263119 |
|                                         | Mietshaus in geschlossener Bebauung | Sommerfelder Straße 42 (Karte)                                                                     | um 1910 (Mietshaus) | ansprechende Klinker-Putz-Fassade im Reformstil um 1910, Putz- und Kunststeingliederungen, Betonung der Mitte durch flache Vorlage, zwei seitliche Schaugiebel, korrespondierende Gestaltung mit Nachbarhaus Nummer 40, ortsentwicklungsgeschichtliche und baugeschichtliche Bedeutung | 09263120 |
|                                         | Mietshaus in geschlossener Bebauung | Sommerfelder Straße 44 (Karte)                                                                     | um 1905 (Mietshaus) | Klinkerfassade zwischen Späthistorismus und Jugendstil, Kunststein- und Klinkergliederungen, Tordurchfahrt, ortsentwicklungsgeschichtliche und baugeschichtliche Bedeutung | 09263121 |
|                                         | Villa | Sommerfelder Straße 48 (Karte)                                                                     | um 1900 (Villa) | Putzbau im Landhausstil um 1900, Obergeschoss und Giebel mit Blendfachwerk, Mittelrisalit, rückseitig Veranda, ortsentwicklungsgeschichtlicheu und baugeschichtliche Bedeutung | 09263122 |
| Weitere Bilder                          | Wohnhaus (Nr. 57) mit Remisenanbau und Vorgarten sowie ehemaliges Fabrikgebäude (Nr. 55) mit Schornstein | Sommerfelder Straße 55; 57 (Karte)                                                                 | 1898–1899 (Fabrikantenwohnhaus), 1888 (Remisengebäude), 1894 (Kessel- und Maschinenhaus), 1894 (Schornstein)                                   | Klinkerbauten mit Klinkergliederungen, ehemaliges Ziegeleigrundstück des in und um Leipzig seinerzeit vielbeschäftigten Maurermeisters Julius Kornagel, baugeschichtlich und ortsentwicklungsgeschichtlich von Bedeutung | 09263779 |
|                                         | Mietshaus in geschlossener Bebauung | Sommerfelder Straße 56 (Karte)                                                                     | 1880 (Mietshaus) | historistische Putzfassade mit sparsamen Putzgliederungen, Hausdurchgang und Gaststätte, ortsentwicklungsgeschichtliche Bedeutung | 09263123 |
| Weitere Bilder                          | Turnhalle der 30. Volksschule; heute Sporthalle Thiemstraße | Thiemstraße 1 (Karte)                                                                              | um 1900 (Turnhalle) | Turnhalle mit Einfriedung und Altbaumbestand des ehemaligen Schulhofes; entlang Thiemstraße zwischen Lausicker Straße und Václav-Neumann-Straße, einst Turnhalle einer abgegangenen Schule, langgestreckter Klinkerbau mit Sandsteingliederungen, an den Stirnseiten niedrigere Anbauten, Einfriedung teils Klinkermauer, teils Eisenzaun, sozialgeschichtliche und baugeschichtliche Bedeutung | 08966368 |
|                                         | Mietshaus in offener Bebauung mit Einfriedung und Garten | Thiemstraße 2 (Karte)                                                                              | 1935–1936 (Mietshaus) | repräsentativer Putzbau, Eckbetonung durch turmartige Runderker, ortsentwicklungsgeschichtliche und baugeschichtliche Bedeutung Denkmaltext Für den Architekten Alfred Nitzschke war das Vorhaben für ein überaus repräsentatives dreigeschossiges Wohnhaus mit reich dekorierten Erkern, ausgebautem Mansardgeschoss und wirkungsvollem Dachabschluss als Alleinunternehmer im Jahr 1919 wohl doch zu umfänglich. So blieb das 1020 Quadratmeter große Grundstück brach liegend und wurde erst 1934 mit Planungen eines Wohnzwecken dienenden Gebäudes für Bäckermeister Paul Leuschner bedacht. Überarbeitete Fassaden zeigt ein neuerlicher Bauantrag 1935 für Bäckermeister Otto Kindt, der ein Siebenfamilienwohnhaus zu errichten gedachte und auf den von seinem Vorgänger konzipierten rückwärtigen Bäckereianbau ebenso wie auf zwei Läden im Erdgeschoss verzichtete. Für die Ausführung stehen Baumeister Joh. Evers sowie Eisenbau Fritsche & Müller bis zur Schlussabnahme im März 1936. In diesem Jahr Errichtung der Einfriedung und eines Garagengebäudes im Hof für fünf Fahrzeuge. Alles war von den im König-Albert-Haus am Leipziger Markt tätigen Architekten Kleitz & Zimmer entworfen worden. In den Obergeschossen des verputzten Baukörpers jeweils eine Drei- und eine Vier-Zimmer-Wohnung, eine Mietpartei im Dachgeschoss. Zwischen 1997 und 1999 Sanierung und weiterer Dachgeschossausbau. Gefasst ist die über einem Keramikplattensockel liegende verputzte Straßenfront durch zwei runde Eckerker mit spitzem, verschiefertem Helmaufsatz. Zum Denkmalbestand gehören als Nebenanlage auch die Einfriedung, aus Sockel und Pfosten in Klinker sowie niedrige Eisenbarriere bestehend, und der Garten mit Rasenfläche, Linde und schmalem, straßenseitigem Vegetationsstreifen. Der interessant gestaltete Wohnhausbau baugeschichtlich und ortsteilentwicklungsgeschichtlich bedeutsam. LfD/2012 | 09263131 |
| Weitere Bilder                          | Mietshaus in offener Bebauung und in Ecklage, mit ehemaliger Toreinfahrt und Garten | Thiemstraße 2a (Karte)                                                                             | bezeichnet 1937 (Mietshaus) | anspruchsvoller Putzbau in den typischen Formen der NS-Zeit, dazu auch Nachklänge der Moderne der 1920er Jahre, Zierputzfelder mit Sgraffiti, baugeschichtliche Bedeutung Denkmaltext Wenige Monate nach Fertigstellung seines Mietshauses auf dem Nachbargrundstück nahm Bäckermeister Otto Kindt erneut ein Wohngebäude in Angriff und stützte sich wiederum auf die Architekten und Baumeister Kleitz & Zimmer, den Eisenbau Fritsche & Müller sowie das Baugeschäft von Baumeister Joh. Evers. Neu im Team war Baumeister Paul Grafe, dem die Berechnung des Dachwerks übertragen wurde. Innerhalb eines Jahres entstand ab Oktober 1936 das dreigeschossige Haus mit verputzten Fassaden über einzigartigem Natursteinsockel. Ein mächtiges Mansarddach schließt den durch große Fenster charakterisierten Bau ab. In den Jahren 1947/1948 weiterer Dachgeschossausbau durch Architekt Fr. W. Schmidt für Heinz Meyer. 1997–1999 Sanierung. Gliederung der Fassaden auch durch die Fensterrahmungen aus Naturschieferplatten und Zierputzfelder mit Sgraffito über dem ebenfalls natursteingerahmten Hauseingang. Die ehemalige Toreinfahrt mit rotbraunen Klinkerpfeilern. Ebenfalls als Nebenanlage ist auch der Garten mit Rasenfläche und Ginkgo (im SW-Bereich) Teil des Denkmalbestandes. Großartiges Architekturzeugnis für Mietwohnungsbau im gehobenen Segment in den 1930er Jahren, baugeschichtlich von Bedeutung. LfD/2012 | 09263132 |
|                                         | Villa mit Vorgarten | Thiemstraße 4 (Karte)                                                                              | 1925–1926 (Villa) | Putzbau in den traditionellen Formen der 1920er Jahre, repräsentative Eingangsgestaltung mit eingestellten Säulen, baugeschichtliche Bedeutung Denkmaltext Architekt Otto Paul Burghardt wurde für das 1925/1926 zu errichtende Landhaus von Rolf Arnst vertraglich gebunden, ebenso die Eisenbahnfabrik und Eisengießerei Franz Mosenthin für die statischen Berechnungen und für die Bauausführung die Fa. Julius Kornagel. Eine 1932 unmittelbar neben dem Haus errichtete Garage (Wellblech) wurde 1993 durch einen Massivbau ersetzt. Der kompakt wirkende Putzbau zeigt eine übertriebene Eingangsgestaltung mit Kolossalsäulen und zusätzlicher Pilasterrahmung der Haustür sowie dem Stil der Zeit verpflichteten Klappläden und Mansarddach. Ein Standerker mit darüber liegendem Balkonaustritt vermittelt rückwärtig in den reizvollen Landhausgarten. Weitgehend erhalten ist die baugebundene Ausstattung im Inneren des Hauses. An den Ecken des Vorgartens, der als Nebenanlage mit zum Denkmalbestand gehört, ursprünglich zwei rahmende Pyramidenpappeln. Architekturhistorisch bemerkenswerter Villenbau, Zeugnis anspruchsvollen privaten Wohnungsbaus in den 1920er Jahren. LfD/2012 | 09262758 |
|                                         | Wohnhaus in offener Bebauung und in Ecklage, mit Einfriedung und Garten | Thiemstraße 8 (Karte)                                                                              | 1923–1924 (Wohnhaus) | traditionell geprägter Putzbau der 1920er Jahre, Architekt Raymund Brachmann, verschiedene Vorbauten und ausgebautes, gebrochenes Dach, Einfriedung teils Mauer, teils Holzzaun mit Betonpfosten, ortsentwicklungsgeschichtliche und baugeschichtliche Bedeutung Denkmaltext Das Eckgrundstück zur heutigen Václav-Neumann-Straße hatte Regierungsbaurat Friedrich Richter erworben zwecks Errichtung eines Einfamilienhauses. Anfang Juli 1923 wurden von Architekt R. Brachmann gefertigte Pläne sowie statische Unterlagen eingereicht und Ende März des Folgejahres das durch die Bauhütte Leipzig und Umgebung errichtete Haus der Schlussprüfung unterzogen. Am 13. Mai erfolgte die Zuweisung der Hausnummer 8, ab Sommer 1927 ist das Anwesen im Besitz des Mediziners Georg Feldbaum. Er ließ in diesem Jahr vom Grundstück Ludolf-Colditz-Straße 17 eine Garage umsetzen (1996 Ersatzneubau). Auf den 14. Oktober 1970 datiert hier im Haus die Eröffnung einer Außenstelle der Poliklinik Süd-Ost (in der Leninstraße, heute Prager Straße). Seinen erlesenen Charakter bezieht das aus einem ebenerdigen Vollgeschoss über Keller und großzügig ausgebautem Dachgeschoss mit vielgliedriger Dachlandschaft bestehende Haus durch den Kontrast hell verputzter Fassaden, den roten Ziegeln des Daches und dem Grün des umgebenden Gartens. Geschickt ist die gewünschte Wohnfläche hinter vielgestaltigen Hausfronten verborgen, sorgen Halbrunderker und ein Windfanganbau sowie kleinteilige Fensteraufteilungen für ein gefälliges Erscheinungsbild. Während die obere Etage Schlafzimmern, Bad und einer Spieldiele vorbehalten war lagen im Erdgeschoss ein zentraler Flur, Herrenzimmer, Speisezimmer mit Übergang zur Veranda, ein Raum für den Empfang sowie Küche mit Anrichte und Speisekammer, Garderobe und WC. Das Gebäude ist saniert, Einfriedung, Garten sowie die gediegene Ausstattung in weiten Teilen erhalten, nur Putzdekor an den Halbrunderkern sind verloren. Das architektonisch ansprechende Wohngebäude auf Eckgrundstück besitzt einen baugeschichtlichen Wert. LfD/2018 | 09303686 |
| Weitere Bilder                          | Mietshaus in offener Bebauung und in Ecklage, mit Einfriedung und Vorgarten | Thiemstraße 10 (Karte)                                                                             | 1906–1907 (Mietshaus) | Putzbau in Formen des Jugendstils und der Reformarchitektur um 1910, akzentuierender Putzdekor, ortsentwicklungsgeschichtliche und baugeschichtliche Bedeutung Denkmaltext Auf dem Baugrundstück ehemals Diesterwegstraße 10 in Ecke zur Liebertwolkwitzer und heutigen Václav-Neumann-Straße wurde im Auftrag der Leipziger Immobiliengesellschaft Leipzig nach Entwürfen des Architekten Max Todt, der auch die Bauleitung innehatte, ein freistehendes Wohnhaus mit jeweils einer Wohnung pro Etage errichtet. Der Antrag auf vorzeitigen Baubeginn datiert vom 17. August 1906 und die Beantragung der Schlussprüfung auf den 13. Juni 1907. Um eine zentrale Diele gruppierten sich in den beiden Hauptetagen Speise-, Wohn- und Herrenzimmer, zwei Schlafzimmer, Mädchenkammer, Küche, Bad/Abort, ein weiterer Raum sowie Loggia bzw. Veranda, die Wohnung im Dachgeschoss bedeutend kleiner. Hinter einer sehr markanten Einfriedung erhebt sich der Landhausbau mit Putzfassaden, die neben kleinen Verweisen auf den Jugendstil bereits das dem Reformstil zuzuschreibende neue Architekturempfinden zeigen. 1911 Umbau der Loggia für eine Schlafzimmererweiterung unter Architekt Becker und 1936 Bau einer Garage für Regierungsobersekretär Paul Oswald Schmidt, die 1985 durch eine Doppelgarage ersetzt werden sollte. In den Jahren 1997 Umbau und Sanierung einhergehend mit Dachgeschossausbau, Ersatzneubau der Holzbalkone, Wohnhausanbau und Neubau einer Doppelparkeranlage. Markanter, gehobener Mietsbau in exponierter Ecklage, ortsteilentwicklungsgeschichtlich und baugeschichtlich von Wert. LfD/2012 | 09263133 |
| Weitere Bilder                          | Wohnanlage mit drei Wohnhauszeilen (Gletschersteinstraße 14, 16, 18, 20, 22, Lausicker Straße 32, 34, 36, 38, 40, 42, 44, 46 und Thiemstraße 15, 17, 19), mit Vorgärten an der Lausicker Straße, Hofeinfriedungen an der Gletschersteinstraße und Thiemstraße sowie Hofgebäude | Thiemstraße 15; 17; 19 (Karte)                                                                     | um 1925 (Wohnanlage) | in Blockrandbebauung errichtete Putzbauten mit farbiger Putzgliederung und Art-déco-Ornamenten, Sockel und Rahmungen der Eingänge in Betonwerkstein, rückseitig Loggien, charakteristisches Beispiel des sozialen Wohnungsbaues in der Weimarer Republik, ortsentwicklungsgeschichtliche und baugeschichtliche Bedeutung | 09264880 |
|                                         | Mietshaus in offener Bebauung und in Ecklage, mit Einfriedung | Thiemstraße 21 (Karte)                                                                             | um 1905 (Mietshaus) | markanter Putzbau mit jugendstiligen Formen, reiche Putzgliederungen, Eckerker mit Aufsatz, zur Thiemstraße weiterer, kastenförmiger Erker, über beiden Straßenfronten Zwerchgiebel, ortsentwicklungsgeschichtliche und baugeschichtliche Bedeutung | 09263135 |
| Weitere Bilder                          | Wohnhauszeile, mit Hofgrün und straßenseitiger Wiesenfläche vor dem Haus Untere Eichstädtstraße 1 | Untere Eichstädtstraße 1; 1a; 1b; 1c; 1d; 1e; 1f; 1g (Karte)                                       | 1933–1934 (Wohnanlage) | schlichte Putzbauten, Klinkersockel und Klinkerrahmungen der Eingänge, Nummer 1a-1g langgestreckter Wohnblock mit straßenseitigen Treppenhausrisaliten, Nummer 1 dazu rechtwinklig einzelstehend und als optischer Abschluss in der Straßenflucht angeordnet, hier rückseitiger Eingang, Zeugnis des sozialen Wohnungsbaues der NS-Zeit, erste Billigwohnungen der Stadt für Zwangsevakuierte aus dem ehemaligen Slumgebiet Seeburgstraße/Roßplatz, sozialgeschichtliche und stadtgeschichtliche Bedeutung | 09299434 |
|                                         | Mietshaus in geschlossener Bebauung | Untere Eichstädtstraße 2 (Karte)                                                                   | 1912 (Mietshaus) | Putzfassade im Reformstil um 1910, Putzgliederungen und akzentuierende Schmuckreliefs, ortsentwicklungsgeschichtliche und baugeschichtliche Bedeutung Denkmaltext Das „viergeschossige Vorderwohngebäude“ wurde nach Entwurf und unter der Bauleitung des Stötteritzer Architekten Alfred Nitzschke für den Bauherren und gleichzeitig Bauausführenden Ernst Robert Flügel 1912 errichtet. 1994 Sanierung mit Ausbau des Dachgeschosses. Schlichter, der Reformstilarchitektur verhafteter Putzbau mit Putzgliederung und sechs kleinen Kunststeinreliefs, Akzentuierung der Fassade durch das Haustürportal und einen zweiachsigen, nur schwach vortretenden Erkerrisalit. Die Ausstattung des Treppenhauses ist teilweise erhalten. LfD/2006 | 09300163 |
|                                         | Wohnanlage (Melscher Straße 14, 16, 18, 20, 22 und Untere Eichstädtstraße 2a) in halboffener Bebauung | Untere Eichstädtstraße 2a (Karte)                                                                  | 1933–1936 (Wohnanlage) | schlichte, in Blockrandbebauung errichtete Putzbauten mit sparsamer Klinkergliederung, Zeugnisse des sozialen Wohnungsbaues der NS-Zeit, ortsentwicklungsgeschichtliche, baugeschichtliche und sozialgeschichtliche Bedeutung Denkmaltext Die Wohnanlage entstand als „steuerbefreiter Kleinwohnungsbau“ in den Jahren 1934 bis 1936 im Auftrag der Wohnungs- und Geschäftshaus-Baugesellschaft mbH. Deren Geschäftsführer, der Baumeister Rudolf Peuser, übernahm die Ausführung. Verantwortlicher Architekt war Clemens Lohmer. Jedes Gebäude wurde gesondert beantragt und in unterschiedlichen Zeitabläufen errichtet, zunächst entstand 1933/34 das Haus Untere Eichstädtstraße 2a, diesem folgten 1934/35 Melscher Straße 20, 22 (bis 12. Januar 1935), 1934–1936 Melscher Straße 18, 1935/36 Melscher Straße 16 und 1936 Melscher Straße 14 als Abschluss (Schlussabnahme 30. Dezember). In den Häusern der Melscher Straße liegen hinter den viergeschossigen Putzfassaden über Klinkersockel pro Etage zwei Wohnungen mit jeweils Stube, Kammer, Küche und WC. Auf einen Badeinbau wurde zunächst aus Kostengründen einerseits, wegen einer eventuell schwierigen Vermietbarkeit durch erhöhte Mieten andererseits verzichtet. Um jeweils eine projektierte Dachwohnung pro Haus entspann sich ein hartnäckiges Ringen mit den Baubehörden. Das viergeschossige Eckwohnhaus Untere Eichstädtstraße 2a hat drei Wohnungen je Etage, die ebenfalls nur aus Stube, Kammer und Küche bestehen, sowie zwei Dachwohnungen. Wie bei den anderen Häusern ist im Keller eine straßenseitig zugängliche Garage eingebaut. Im Hofbereich der Anlage entstand 1936 ein gemeinsamer Kinderspielplatz. Das Ensemble führte die Quartierbebauung zum Abschluss und sollte der gravierenden Wohnungsnot in den 1920er Jahren entgegenwirken. Der Grundstücks-Kaufpreis übrigens ist mit 219,78 Reichsmark je laufender Meter Frontlänge angegeben. Anschaulich zeigen die schlichten Fassaden, wie auch mit wenig Aufwand und trotz des Fehlens Effekt erhaschender Gliederungselemente ansprechender sozialer Wohnungsbau möglich war. Erhalten geblieben sind Teile der originalen, schlichten Ausstattung. Die Hofseite ist durch den Anbau von Balkonen in ihrem Erscheinungsbild heute verändert (2002 Sanierung und Modernisierung). LfD/2006 | 09299287 |
|                                         | Mietshaus in geschlossener Bebauung | Untere Eichstädtstraße 3 (Karte)                                                                   | um 1915 (Mietshaus) | Putzfassade im Reformstil um 1910/15, Putzgliederungen und sparsamer Putzdekor, Betonung der Mitte durch zweiachsige Vorlage, darüber Gaupe mit Dreieckgiebel, ortsentwicklungsgeschichtliche und baugeschichtliche Bedeutung | 09263137 |
|                                         | Mietshaus in geschlossener Bebauung | Untere Eichstädtstraße 4 (Karte)                                                                   | 1912 (Mietshaus) | Putzfassade im Reformstil um 1910, Putzgliederungen und Schmuckreliefs, Sockelverkleidung und Haustürrahmung in Stein, ortsentwicklungsgeschichtliche und baugeschichtliche Bedeutung Denkmaltext Als Bauherren des Mietshausneubaus zeichnen Karl Gustav Jugel und Friedrich Gustav Kästner. Das Haus wurde innerhalb von knapp zehn Monaten nach Entwurf und unter der Bauleitung von Alfred Nitzschke errichtet. Ähnlich schlichte Putzfassade wie Nachbarhaus Nummer 2, kleine Kunststeinreliefplatten zwischen dem 2. und 3. Obergeschoss. Bestandssanierung 2002. Innen u. a. erhalten: farbig verglaste Treppenhausfenster und Schablonenmalerei. LfD/2006 | 09300164 |
|                                         | Mietshaus in geschlossener Bebauung und in Ecklage | Untere Eichstädtstraße 5 (Karte)                                                                   | 1909 (Mietshaus) | Putzfassade mit Anklängen an Jugendstil und Reformarchitektur um 1910, Putz- und Kunststeingliederungen, abgeschrägte Ecke, in den Obergeschossen erkerartig vortretend, darüber geschwungene Dachgaupe, zur Unteren Eichstädtstraße Dachhaus mit Schaugiebel, ehemals Läden, ortsentwicklungsgeschichtliche und baugeschichtliche Bedeutung | 09222110 |
|                                         | Mietshaus in halboffener Bebauung | Untere Eichstädtstraße 5a (Karte)                                                                  | um 1915 (Mietshaus) | Putzfassade im Reformstil um 1910/15, Putzgliederungen, seitliches Dachhaus, korrespondierende Gestaltung mit Nachbarhaus Nummer 7, ortsentwicklungsgeschichtliche Bedeutung | 09262346 |
|                                         | Mietshaus in geschlossener Bebauung | Untere Eichstädtstraße 6 (Karte)                                                                   | 1913 (Mietshaus) | Putzfassade im Reformstil um 1910, Putzgliederungen und Kartuschenschmuck, Betonung der Mitte durch zweiachsige Vorlage, korrespondierende Gestaltung mit Nachbarhaus Nummer 8, ortsentwicklungsgeschichtliche und baugeschichtliche Bedeutung Denkmaltext Die Stadtgemeinde verkaufte das Grundstück als Bauplatz 3 an Wilhelmine Paule verw. Kirsten geb. Weiske, diese beauftragte 1913 den Architekten und Baugeschäftsinhaber Emil Voigt mit Entwurf, Bauleitung und Ausführung eines Mietshauses im Reformstil. Es entstand die zweite Hälfte eines Doppelmietshauses mit Nummer 8, welches bereits 1912 im Eigenauftrag von Voigt errichtet worden war. Ab 1919 war das Gebäude im Besitz von Christine Pauline Lina ehl. Voigt geb. Kirsten, 1993 erging Bauantrag zur Erneuerung der Balkone auf der Hofseite. Verputzter Ziegelbau in vornehm wirkender Manier, der breite Mittelrisalit zurückhaltend dekoriert mit wenigen ornamentalen Kunststeinreliefs. LfD/2009 | 09302860 |
|                                         | Mietshaus in geschlossener Bebauung | Untere Eichstädtstraße 7 (Karte)                                                                   | um 1915 (Mietshaus) | Putzfassade im Reformstil um 1910/15, Putzgliederungen, seitliches Dachhaus, korrespondierende Gestaltung mit Nachbarhaus Nummer 5a, ortsentwicklungsgeschichtliche Bedeutung | 09262347 |
|                                         | Mietshaus in geschlossener Bebauung | Untere Eichstädtstraße 8 (Karte)                                                                   | 1912 (Mietshaus) | Putzfassade im Reformstil um 1910, Putzgliederungen, zweiachsige, mittige Vorlage mit Schmuckreliefs, korrespondierende Gestaltung mit Nachbarhaus Nummer 6, ehemals Laden, ortsentwicklungsgeschichtliche und baugeschichtliche Bedeutung Denkmaltext „Vornehm“ trifft wohl am ehesten den Fassadenentwurf des Architekten Emil Voigt für das mit zehn Achsen recht breite Wohngebäude im geschlossenen Straßenzug der damaligen Eichstädtstraße. Voigt übernahm als Inhaber eines in Leipzig-Thonberg beheimateten Baugeschäftes und Architekturbüros selbst auch Ausführung, Bauleitung und die Funktion des Investors. Das aus einer Grundstücksversteigerung stammende Grundstück wurde so im Jahr 1912 mit dem verputzten Ziegelbau bebaut, wobei für statische Dinge eine Mitarbeit der Leipzig-Lindenauer Firma Knopf & Mucke, Fabrik für Eisenconstruktionen und Wellblechbauten, nachweisbar ist. Im November 1913 erfolgte der Grundstücksverkauf an den in Stötteritz ansässigen Obermaschinenmeister August Moritz Otto Julius. Der Reformstilbau gegliedert durch einen reich gegliederten Mittelrisalit als Gegensatz zu den glatten Putzflächen der seitlichen Fensterachsen, wenige dekorativ-ornamentale Kunststeinreliefs. Im Eingangsbereich Stuckreliefs, u. a. Gruppe musizierender Kinder, im Treppenhaus farbig bleiverglaste Fenster. Sanierung einschließlich Dachgeschossausbau wohl 1996. LfD/2009 | 09302861 |
|                                         | Mietshaus in geschlossener Bebauung | Untere Eichstädtstraße 9 (Karte)                                                                   | 1912–1913 (Mietshaus) | Putzfassade im Reformstil um 1910, Putz- und Kunstgliederungen sowie akzentuierende Putzreliefs, ehemals Tordurchfahrt zum Fabrikgebäude im Hof (heute zu Nummer 11 gehörig), ortsentwicklungsgeschichtliche und baugeschichtliche Bedeutung | 09262348 |
|                                         | Fabrikgebäude (Nr. 11) und Heizhaus (Nr. 11e-g) mit Schornstein | Untere Eichstädtstraße 11; 11e; 11f; 11g (Karte)                                                   | 1901–1904 (straßenseitiges Fabrikgebäude), um 1895 (Fabrikgebäude im Hof)                                                                      | Betonskelettbau mit rasterförmiger Klinkerfassade, zwei Risalite, Pilastergliederung, hofseitig rechtwinklig angefügter Flügel, südlich davon Heizhaus als eingeschossiger Klinkerbau, Kunstanstalt Dr. Trenkler & Co. einst eine der europaweit führenden Druckereien für Ansichtskarten, Zeugnis der Geschichte Leipzigs als Zentrum der Graphischen Industrie, später Mitnutzung oder auch Übernahme der Gebäude durch die Oswald-Ritter-AG, Körting Radio, einem Hersteller hochwertiger Radioprodukte (wohl ab 1948 VEB Funkwerk Leipzig), ortsgeschichtliche, industriegeschichtliche und technikgeschichtliche Bedeutung , | 09263138 |
|                                         | Mietshausgruppe in geschlossener Bebauung | Untere Eichstädtstraße 12; 12a; 14 (Karte)                                                         | um 1905 (Mietshaus) | vereinheitlichende Putzfassade in Jugendstilformen, Kunststeinelemente und Strukturierung durch groben Kieselputz, Pilastergliederung, über der Traufzone zwei kleine geschwungene Giebel, Tordurchfahrt und Laden, ortsentwicklungsgeschichtliche und baugeschichtliche Bedeutung | 09263139 |
|                                         | Mietshaus in halboffener Bebauung | Untere Eichstädtstraße 13 (Karte)                                                                  | um 1900 (Mietshaus) | späthistoristische Klinkerfassade mit Kunststeingliederung, ortsentwicklungsgeschichtliche und baugeschichtliche Bedeutung | 09262349 |
|                                         | Mietshaus in geschlossener Bebauung und in Ecklage | Untere Eichstädtstraße 15 (Karte)                                                                  | 1900 (Mietshaus) | späthistoristische Klinkerfassade mit Stein- und Klinkergliederungen, Eck- und Seitenrisalite, über der abgeschrägten Ecke Gaupe mit geschwungenem Giebel, Erdgeschoss vorwiegend als Gaststätte genutzt, straßenbildprägender Bau, ortsentwicklungsgeschichtliche und baugeschichtliche Bedeutung | 09263140 |
|                                         | Mietshaus in geschlossener Bebauung | Untere Eichstädtstraße 16 (Karte)                                                                  | um 1905 (Mietshaus) | Putzfassade mit Jugendstildekor, Putz- und Kunststeingliederungen, Tordurchfahrt, ortsentwicklungsgeschichtliche und baugeschichtliche Bedeutung | 09262556 |
| Weitere Bilder                          | Ehemaliges Fabrikgebäude, heute Mietshaus in Ecklage | Untere Eichstädtstraße 17 (Karte)                                                                  | bezeichnet 1898 (Fabrikgebäude) | langgestreckter Klinkerbau mit Klinkergliederungen, an der Ecke zur Weißestraße liegender, straßenbildprägender Westteil durch Staffelgiebel und Sandsteinelemente besonders hervorgehoben, ortsentwicklungsgeschichtliche und baugeschichtliche Bedeutung | 09263141 |
| Direkt Bild zu diesem Denkmal hochladen | Tordurchfahrt, Tor und Treppenhausfenster eines Mietshauses | Untere Eichstädtstraße 18 (Karte)                                                                  | um 1905 (Ausstattung) | Ausstattungselemente im Jugendstil, Zeugnisse der Handwerkskunst um 1900, baugeschichtliche Bedeutung | 09262557 |
|                                         | Mietshaus in halboffener Bebauung | Untere Eichstädtstraße 19 (Karte)                                                                  | um 1900 (Mietshaus) | Putzfassade zwischen Späthistorismus und Jugendstil, Putz- und Kunststeingliederungen, seitliche Vorlagen und mittig angeordneter Zwerchgiebel, ortsentwicklungsgeschichtliche und baugeschichtliche Bedeutung | 09262363 |
|                                         | Mietshaus in geschlossener Bebauung | Untere Eichstädtstraße 20 (Karte)                                                                  | um 1905 (Mietshaus) | Putzfassade in jugendstiligen Formen, Putz- und Kunststeingliederungen, Betonung der Mitte durch flache Vorlage, ehemals Laden, ortsentwicklungsgeschichtliche und baugeschichtliche Bedeutung | 09263142 |
|                                         | Mietshaus in geschlossener Bebauung | Untere Eichstädtstraße 21 (Karte)                                                                  | um 1905 (Mietshaus) | Klinkerfassade in Formen des ausgehenden Historismus mit Jugendstilanklängen, Kunststein- und Klinkergliederungen, ortsentwicklungsgeschichtliche und baugeschichtliche Bedeutung | 09263143 |
|                                         | Mietshaus in geschlossener Bebauung | Untere Eichstädtstraße 22 (Karte)                                                                  | 1905 (Mietshaus) | Klinkerfassade mit Jugendstildekoration, Putz- und Kunststeingliederungen, ortsentwicklungsgeschichtliche und baugeschichtliche Bedeutung | 09263144 |
|                                         | Mietshaus in geschlossener Bebauung und in Ecklage | Untere Eichstädtstraße 23 (Karte)                                                                  | um 1905 (Mietshaus) | schlichte Putzfassade mit Kunststeinelementen, ursprünglich wohl etwas reichere, dem Jugendstil zuneigende Gliederung, Eckrisalit und Eckerker mit Türmchenabschluss, Laden, ortsentwicklungsgeschichtliche Bedeutung | 09290850 |
|                                         | Mietshaus in geschlossener Bebauung und in Ecklage | Untere Eichstädtstraße 24 (Karte)                                                                  | um 1900 (Mietshaus) | Klinkerfassade des ausgehenden Historismus mit Jugendstileinschlag, Kunststeingliederungen, Eckrisalit mit hoher Polygonalhaube, Läden, straßenbildprägender Bau, ortsentwicklungsgeschichtliche und baugeschichtliche Bedeutung | 09263145 |
|                                         | Mietshaus in geschlossener Bebauung | Untere Eichstädtstraße 25 (Karte)                                                                  | um 1905 (Mietshaus) | Putzfassade mit Jugendstildekoration, Putzgliederungen, Hausdurchgang, ehemals Bäckerladen, ortsentwicklungsgeschichtliche und baugeschichtliche Bedeutung | 09262361 |
| Weitere Bilder                          | Wohnblock in geschlossener Bebauung | Untere Eichstädtstraße 26; 28; 30 (Karte)                                                          | um 1935 (Wohnblock) | schlichte Putzfassade über Natursteinsockel, mittig angeordnete Tordurchfahrt mit Wandkacheln, Rahmungen der Durchfahrt und der Hauseingänge in Betonstein, Zeugnis des sozialen Wohnungsbaues der 1930er Jahre, baugeschichtliche Bedeutung | 09261946 |
|                                         | Mietshaus in geschlossener Bebauung | Untere Eichstädtstraße 27 (Karte)                                                                  | um 1905 (Mietshaus) | Putzfassade mit Jugendstildekoration, Putz- und Kunststeingliederungen, ortsentwicklungsgeschichtliche und baugeschichtliche Bedeutung | 09262360 |
|                                         | Mietshaus in geschlossener Bebauung | Untere Eichstädtstraße 29 (Karte)                                                                  | um 1905 (Mietshaus) | Klinkerfassade im Sinne der versachlichten Architektur nach 1900, Putz- und Kunststeingliederungen, Tordurchfahrt und ehemals Laden, ortsentwicklungsgeschichtliche Bedeutung | 09262359 |
|                                         | Mietshaus in geschlossener Bebauung | Untere Eichstädtstraße 31 (Karte)                                                                  | um 1900 (Mietshaus) | Klinkerfassade im Sinne der versachlichten Architektur nach 1900 mit Jugendstilanklängen, Kunststein- und Putzgliederungen, Mittenbetonung durch breite Vorlage, ortsentwicklungsgeschichtliche und baugeschichtliche Bedeutung | 09262358 |
|                                         | Mietshaus in geschlossener Bebauung und in Ecklage | Untere Eichstädtstraße 33 (Karte)                                                                  | um 1905 (Mietshaus) | Putzfassade mit reicher Putz- und Kunststeingliederung in jugendstiligen Formen, Eckrisalit mit Eckerker und Dachausbau, Eckladen, straßenbildprägender Bau, ortsentwicklungsgeschichtliche und baugeschichtliche Bedeutung | 09290851 |
|                                         | Mietshaus in geschlossener Bebauung und in Ecklage | Untere Eichstädtstraße 34 (Karte)                                                                  | um 1910 (Mietshaus) | Putzbau im Reformstil um 1910, Putzgliederungen, zur Unteren Eichstädtstraße breite, mittige Vorlage und seitliches Zwerchhaus, zur Ferdinand-Jost-Straße schmalere, seitlich angeordnete Vorlage und Balkonzone in Holzkonstruktion, ehemals Eckladen, ortsentwicklungsgeschichtliche und baugeschichtliche Bedeutung | 09262286 |
|                                         | Mietshaus in geschlossener Bebauung | Untere Eichstädtstraße 36 (Karte)                                                                  | um 1905 (Mietshaus) | Klinkerfassade des ausgehenden Historismus mit Jugendstilanklängen, Kunststeingliederungen, ortsentwicklungsgeschichtliche Bedeutung | 09262364 |
|                                         | Mietshaus in geschlossener Bebauung | Untere Eichstädtstraße 38 (Karte)                                                                  | um 1905 (Mietshaus) | Putzfassade in Jugendstilformen, Putzgliederung, Obergeschosse durch gestelzte Blendarkatur zusammengefasst, ortsentwicklungsgeschichtliche und baugeschichtliche Bedeutung | 09262365 |
|                                         | Mietshaus in geschlossener Bebauung | Untere Eichstädtstraße 40 (Karte)                                                                  | um 1900 (Mietshaus) | Klinkerfassade in Formen des ausgehenden Historismus, Kunststeingliederungen, ortsentwicklungsgeschichtliche Bedeutung | 09263146 |
|                                         | Mietshaus in geschlossener Bebauung | Untere Eichstädtstraße 42 (Karte)                                                                  | 1908 (Mietshaus) | Klinkerfassade im Sinne der versachlichten Architektur nach 1900, Putz- und Kunststeingliederungen, ortsentwicklungsgeschichtliche Bedeutung | 09263147 |
|                                         | Mietshaus in geschlossener Bebauung | Untere Eichstädtstraße 44 (Karte)                                                                  | 1900 (Mietshaus) | mit Laden, Klinkerfassade in Formen des Jugendstils, Klinker- und Kunststeingliederungen, ortsentwicklungsgeschichtliche und baugeschichtliche Bedeutung | 09263148 |
|                                         | Doppelwohnhaus in offener Bebauung, mit Einfriedung und Garten | Václav-Neumann-Straße 41; 43 (Karte)                                                               | 1927–1928 (Doppelwohnhaus), 1930 (Einfriedung), 1928 (Garten), 2018, Abbruch Garten Nummer 43 (Garten)                                         | Putzbau im traditionalistischen Stil mit Art-Déco-Anklängen, Eckerkern und zentralem Staffelgiebel, baugeschichtliche Bedeutung Denkmaltext Zunächst übernahm die Kreisleitung Leipzig der Sächsischen Landes-Siedlungs- und Wohnungs-Fürsorgegesellschaft den Auftrag für Planung eines Einfamilienhauses nach einheitlichem Plan, den Herr Postinspektor und späteren Oberpostinspektor Reinhold Max Blümlich Ende 1925 auslöste. Zwei Jahre danach erst wurde das Unternehmen des Bauherrn umgesetzt, nun gleich als Doppelhaus für zwei Familien nach Entwurf des bauleitenden Architekten Erich Heiser. Baumeister Emil Voigt übernahm die Ausführung, im Juni 1928 war das Gebäude fertig, die Einfriedung folgte 1930. Nachgereichte Tekturen bezogen sich auf einen Erdgeschossanbau einer Veranda bei Nummer 41 mit darüber liegendem Balkon. An das Haus Nummer 43 wurde in den Jahren 2008/2009 eine Treppe mit Balkon gefügt. Zwei polygonale Standerker mit Welscher Haube klammern die mittleren Fassadenflächen, alle Seiten sind über Sichtklinkersockel mit einheitlichem Putz überzogen. Das hohe Sockelgeschoss ist zuvorderst den im Keller eingebauten Garagen geschuldet. Markant jedoch ist der Staffelgiebel – ganz im Stil der 1920er Jahre – mit drei aufgesetzten Kugeln und hölzernen Klappläden an den Fenstern (bei Nummer 41 verloren). Von großer Wichtigkeit für das elegante Erscheinungsbild des Zweifamilienhauses sind jedoch die großzügige Durchfensterung mit vielfach gesprossten Fenstern. Hinter Treppenaufgang und Windfang vermittelt eine Diele gemäß Bauaktenzeichnung in Wohnzimmer, Speisezimmer sowie die Küche mit Austritt, während im Obergeschoss dereinst zur Straße weisend zwei weitere Zimmer, zur Gartenseite ein Kinderzimmer nebst Bad/WC lagen. Zur Einordnung in ein kleines von Villen und architektonisch hochwertiger gestalteten Wohnhäusern geprägtes Quartier in Stötteritz sind der großzügige Vorgarten und die rückwärtigen Gartenbereiche (bei Nummer 43 im Jahr 1918 zerstört) bedeutsam. LfD/2018, 2019 | 09264894 |
| Weitere Bilder                          | Turnhalle mit Einfriedung und Altbaumbestand des ehemaligen Schulhofes | Václav-Neumann-Straße 50 (Karte)                                                                   | um 1900 (Turnhalle) | entlang Thiemstraße zwischen Lausicker Straße und Václav-Neumann-Straße, einst Turnhalle einer abgegangenen Schule, langgestreckter Klinkerbau mit Sandsteingliederungen, an den Stirnseiten niedrigere Anbauten, Einfriedung teils Klinkermauer, teils Eisenzaun, sozialgeschichtliche und baugeschichtliche Bedeutung | 08966368 |
|                                         | Wohnanlage, mit Vorgärten | Václav-Neumann-Straße 52; 54; 56; 58; 60; 62 (Karte)                                               | um 1930 (Wohnanlage) | in Blockrandbebauung errichtete Putzbauten mit Putzgliederungen in typischen, vom Art déco beeinflussten Formen um 1930, Zeugnis des sozialen Wohnungsbaues in der Weimarer Republik, ortsentwicklungsgeschichtliche und baugeschichtliche Bedeutung | 09264896 |
|                                         | Mietshaus in geschlossener Bebauung und in Ecklage, mit Einfriedung und Vorgarten | Wachauer Straße 1 (Karte)                                                                          | 1934–1935 (Mietshaus), 1935 (Einfriedung) | Putzbau mit Klinkergliederungen in Anlehnung an die Moderne der 1920er Jahre, ortsentwicklungsgeschichtliche und baugeschichtliche Bedeutung Denkmaltext Genannt werden Prokurist Kurt Arthur Peuschel als Initiator und Finanzier, die Herren Kleitz und Zimmer als bauleitende Architekten und Baumeister. Sie lieferten im Sommer 1934 zudem Zeichnungen und Berechnungen zur Statik. Im September erfolgte eine Neueinreichung der Pläne für das als „Restbaustelle“ titulierte Eckgrundstück. An der Umsetzung des Vorhabens beteiligt waren Firma Eisenbau Fritzsche und Müller sowie Maurermeister Arthur Friedrich. Nach erledigter Rohbauprüfung Anfang 1935 kam ein Antrag für eine Hausmannswohnung, später der für die Grundstückseinfriedung zur Vorlage. Zum 22. Juni wurde die Ingebrauchnahme gestattet. Ein Antrag für Sanierung, Grundstücksänderungen und rückwärtigen Balkonanbau datiert vom 20. August 2010, die Bezugsmeldung der Wohnungen erfolgte 360 Tage später. Markant und wirkungsvoll erhebt sich der Putzbau über Rohbausockel an der Ecke der Gletschersteinstraße, in strengem Aufbau mit großzügigen Fenstern. Mittig ist das Treppenhaus, erkennbar an den hochrechteckigen original erhaltenen Fenstern, über dem gerahmten Hauseingang mit Vordach eingeordnet. Der Treppenturm ist über die Trauflinie weitergeführt. Einfriedung und Vorgarten an der Wachauer Straße tragen wesentlich zum Gesamterscheinungsbild bei, ebenso die schmalen Keramikplatten in horizontaler Anordnung als Sockelverkleidung und als Rahmen um die Fenster. Prägend an der Gletschersteinstraße ist ein Kastenerker. Für das markante, architektonisch Aufsehen erheischende Objekt in Ecklage besteht ein baugeschichtlicher Wert. LfD/2018, 2019 | 09263149 |
| Direkt Bild zu diesem Denkmal hochladen | Mietshaus in geschlossener Bebauung mit Einfriedung und Vorgarten | Wachauer Straße 3 (Karte)                                                                          | 1914 (Mietshaus) | Putzfassade im Reformstil um 1910, sparsame Putzgliederung, erkerartige Vorbauten, verbunden durch Loggien, seitliches Zwerchhaus, ortsentwicklungsgeschichtliche und baugeschichtliche Bedeutung Denkmaltext Sachlich elegant wirkt der verputzte Wohnhausbau des Architekten und Diplom-Ingenieurs A. Max Jacob, der unter Vertrag des Baugeschäftsinhabers Hermann Amandus Rodeck stand. Das „dreigeschossige Vorderwohngebäude mit einer Hausmannswohnung“ entstand im Verlauf des Jahres 1914 auf dem ersten Grundstück, das im Quartier Gletscherstein- und Störmthaler Straße sowie Denkmalsallee bebaut werden sollte. Statische Berechnungen der einzubauenden Decken übernahm das Decken-Baugeschäft Weineck & Kayser aus Leipzig-Connewitz. Zwei Wohnungen waren in jedem der drei Vollgeschosse vorgesehen, der konzipierte Giebel sollte dem Haus „ein stattliches Aussehen“ verleihen. Weitgehend schmucklos präsentiert sich die Putzfassade und der sichtbar geplante Eisenklinkersockel. Tragend für das Erscheinungsbild sind die mehrheitlich schmalen, hochrechteckigen Fenster der Vorderfront. Repräsentativ zeigte sich die Einfriedung auf den zeitgleich eingereichten Entwürfen, vom Reformstil beeinflusst aber mit einer letzten Reminiszenz an den Jugendstil – sie ist heute leider sehr vereinfacht. Sanierung wohl 2003/2004. LfD/2014, 2017 | 09263150 |
| Direkt Bild zu diesem Denkmal hochladen | Mietshaus in geschlossener Bebauung mit Vorgarten und Einfriedung | Wachauer Straße 5 (Karte)                                                                          | 1936–1937 (Mietshaus) | Putzfassade in Anlehnung an die Moderne der 1920er Jahre, sparsame Klinkergliederungen, zwei unterschiedlich hohe Erker, verbunden durch Loggien, korrespondierende Gestaltung mit Nachbarhaus Nummer 7, ortsentwicklungsgeschichtliche und baugeschichtliche Bedeutung Denkmaltext Die Moderne im Bauen steht hinter dem Entwurf der Architekten Kleitz & Zimmer, die auch Bauleitung und die Berechnung der Statik übernahmen. Am 11. November 1936 erging das Gesuch an die Behörde aber erst im März des Folgejahres konnte mit den Maurerarbeiten begonnen werden. Finanziert wurde das Vorhaben von Marie verw. Schenk geb. Gerold aus dem vogtländischen Oelsnitz. Für die Umsetzung waren tätig die Baumeister Burkhardt & Thier sowie Eisenbau Fritsche und Müller nebst Baumeister Paul Grafe für die Dachkonstruktion (Berechnung durch Eugling). Vorgesehen war ein Siebenfamilien-Wohnhaus auf dem gut 760 Quadratmeter zählenden Grundstück. Jedoch bereitete die Dachwohnung Schwierigkeiten, da gemäß Ortsgesetz von 1904 „nur unter gewissen Bedingungen Dachgeschoss-Wohnungen mit einer Stube, Küche und zwei Kammern“ zugelassen werden konnten. Vorliegend waren allerdings vier Zimmer gewünscht. Alle Wohnungen besaßen Bad/WC und rückseitig einen Austritt. Zudem konnten im Keller zwei Kraftfahrzeuge untergestellt und Wäsche gewaschen werden. Zum Ende der Bauarbeiten entstanden Vorgartengestaltung und Einfriedung, die Schlussprüfung trägt das Datum 31. August 1937. Sanierung und weiterer Dachausbau fallen ins Jahr 1998. Querliegend dreiteilige Fenster charakterisieren die Putzfassade, die durch zwei große Kastenerker mit zwischengespannten Loggien Prägung erhält. Schmale Keramikplattenbänder und -rahmungen einiger Fenster setzen farbige Akzente auf der hellen Glattputzfassade über dunklem Klinkersockel. Ebenfalls aus dunklen Steinen bestehen die Haustürrahmung und das Klinkermauerwerk der Einfassung als Rahmung von Metalldrahtfeldern. Für das Dach war bauzeitlich eine Ziegeldeckung in blau-grauen Tonziegeln vorgesehen, das Haus bildet mit Wachauer Straße 7 und 9 eine Baugruppe. Es besteht ein baugeschichtlicher Wert. LfD/2018 | 09263151 |
| Direkt Bild zu diesem Denkmal hochladen | Mietshaus in geschlossener Bebauung mit Vorgarten und Einfriedung | Wachauer Straße 7 (Karte)                                                                          | 1935/1936 (Mietshaus) | Putzfassade in Anlehnung an die Moderne der 1920er Jahre, sparsame Klinkergliederungen, Doppelerker, verbunden durch Loggien, korrespondierende Gestaltung mit Nachbarhaus Nummer 5, ortsentwicklungsgeschichtliche und baugeschichtliche Bedeutung Denkmaltext Das mittlere der drei Häuser einer kleinen Gruppe entstand zwischen Mai 1935 und Juli des folgenden Jahres. Entwürfe lieferten die Baumeister und Architekten Kleitz & Zimmer im Auftrag der Privata Marie verw. Laue, die zudem das Baugeschäft Burkhardt & Thier für die praktische Umsetzung unter Vertrag nahm. Statische Belange erledigte die Firma Eisenbau Fritsche & Müller. Geplant war ein Achtfamilien-Wohnhaus mit einer Gesamtwohnfläche von 585,43 Quadratmetern. In allen Etagen sollten zwei Wohnungen entstehen, unterm Dach zunächst auch zwei, später nur noch eine sowie zwei Mädchenkammern. Sämtliche Mietparteien erhielten ein eigenes Bad mit WC, Waschküche und zwei Garagen nahm das Kellergeschoss auf. Anfang des Jahres 1936 gelangten Pläne für die Einfriedung des Vorgartenbereiches zur Beantragung. Freundlich hell wirkt die moderne Putzfassade über einem Sockel in dunklem Rohbaumauerwerk an der Vorder- und Hinterfront, weniger ansprechend sind die vergrößerten Gauben des Dachgeschosses. Dunkle Biberschwänze waren zur Eindeckung vorgesehen. Zwei Kastenerker mit dazwischen angeordneten Loggien und eine mit keramischen Platten gestaltete Eingangszone prägen das Erscheinungsbild, die Einfriedung ist erhalten. Für das architektonisch hochwertige Gebäude als Bestandteil eines Gruppenhauses der 1930er Jahre besteht ein baugeschichtliches Interesse. LfD/2018 | 09263152 |
| Direkt Bild zu diesem Denkmal hochladen | Wohnanlage, bestehend aus vier Mehrfamilienhäusern (Gletschersteinstraße 30, Gletschersteinstraße 53, Kommandant-Prendel-Allee 110, 110a mit Wachauer Straße 8 und Mauersbergerstraße 2a, 2b), mit Einfriedung, Vorgärten und Mietergärten                                     | Wachauer Straße 8 (Karte)                                                                          | 1923 (Gletschersteinstraße 23), 1930 (Mauersbergerstraße 2, 2a)                                                                                | Wohngebäude in offener Bebauung, großzügig eingebettet in Grünbereiche von Vor- und Mietergärten, Putzbauten mit Putzgliederungen und Art-déco-Schmuck, teils Erker mit Holzelementen, einst für Professoren der Leipziger Universität errichtet und städtebauliches Bindeglied zwischen umliegender Villen- und Blockrandbebauung, in den Mietergärten Reste des historischen Obstbaumbestandes, im Gartenareal zwischen Kommandant-Prendel-Allee 110/110a und Gletschersteinstraße 53 Wäschtrockenplatz, ortsentwicklungsgeschichtlich, sozialgeschichtlich und baugeschichtlich von Bedeutung | 09264802 |
| Direkt Bild zu diesem Denkmal hochladen | Mietshaus in geschlossener Bebauung und in Ecklage, mit Vorgarten und Einfriedung | Wachauer Straße 9 (Karte)                                                                          | 1935–1936 (Mietshaus) | Putzfassade in Anlehnung an die Moderne der 1920er Jahre, sparsame Klinkergliederungen, Doppelerker, flankiert von Balkonen, Eckfenster, korrespondierende Gestaltung mit Nachbarhaus Nummer 7, ortsentwicklungsgeschichtliche und baugeschichtliche Bedeutung Denkmaltext Als Achtfamilien-Wohnhaus wurde das Projekt im September 1935 zur Genehmigung eingereicht, im November nochmals überarbeitet und im Juni 1936 abschließend durch die Baupolizeibehörde besichtigt. Das Büro für Architektur, Bauleitung und Bauberatung der Architekten und Baumeister Kleitz & Zimmer erhielt den Auftrag der Planvorlage und der Bauleitung von der Kommandit-Gesellschaft Arthur Dietze. Für die Ausführung stand das Unternehmen Burkhardt & Thier unter Vertrag sowie Eisenbau Fritsche & Müller für die Statik. Pro Etage kamen zwei Wohnungen zur Einrichtung mit Bad/WC unter Wohnungsverschluss, im Keller waren nun zwei Garagen konzipiert und unterm Dach sollten eine Wohneinheit sowie zwei Mädchenkammern entstehen. Über hohem Sockel, der durch Spaltklinker verblendet ist, liegt die Putzfassade, die von Erkern und schmalen Fensterfassungen aus Spaltklinkern strukturiert wird. Elegant wirkt das Fensterband des Treppenhauses, das über dem großzügigen, repräsentativen Hauseingang liegt und einen starken Vertikalakzent setzt. Ein weiterer Dachgeschossausbau in den Jahren 1995/1996 im Auftrag von Dipl.-Ing. Falko Schneider und Plänen aus dem Ingenieurbüro Dr. Sergel & Partner GmbH in Leipzig, einhergehend damit das Aufsetzten einer überaus störenden Dachterrasse zur Wachauer Straße. Die auf das Gebäude abgestimmte Einfriedung ist weitgehend erhalten. Der Eckbau zur Kommandant-Prendel-Allee gehört zur Baugruppe Wachauer Straße 1-7 und dokumentiert den gehobenen Wohnhausbau der 1930er Jahre, baugeschichtlich und ortsentwicklungsgeschichtlich von Bedeutung. LfD/2014 | 09263153 |
| Weitere Bilder                          | Schulanlage, bestehend aus Alter Schule (Rudolph-Herrmann-Straße 10) und Neuer Schule (Weißestraße 1) sowie Turnhalle | Weißestraße 1 (Karte)                                                                              | 1874–1875 (Alte Schule), 1878 (Neue Schule) | Alte Schule gründerzeitlicher Putzbau mit Putzgliederungen, Mittelrisalit, ursprünglich mit Eingang an der Straße, Neue Schule historistischer Klinkerbau mit kurzen Seitenflügeln, reiche Klinker- und Kunststeingliederung, Turnhalle Klinkerbau über Bruchsteinsockel, Klinker- und Steingliederung, Gebäudekomplex in stadträumlicher Beziehung zum Weißeplatz, ortsentwicklungsgeschichtliche, baugeschichtliche, sozialgeschichtliche und städtebauliche Bedeutung | 09263214 |
|                                         | Mietshaus in geschlossener Bebauung und in Ecklage | Weißestraße 2 (Karte)                                                                              | um 1905 (Mietshaus) | Putzfassade in den Formen des ausgehenden Historismus mit leichten Jugendstilanklängen, Putz- und Kunststeingliederungen, abgeschrägte Ecke mit Balkonen und kleinem Schaugiebel, ehemals Eckladen, ortsentwicklungsgeschichtliche und baugeschichtliche Bedeutung | 09262340 |
|                                         | Mietshaus in geschlossener Bebauung und in Ecklage | Weißestraße 3 (Karte)                                                                              | um 1900 (Mietshaus) | mit Eckladen, Klinkerfassade in Formen des ausgehenden Historismus, Kunststein- und Putzgliederungen, Eckrisalit mit Pilastern, ortsentwicklungsgeschichtliche und baugeschichtliche Bedeutung | 09262353 |
|                                         | Mietshaus in geschlossener Bebauung | Weißestraße 4 (Karte)                                                                              | um 1900 (Mietshaus) | Klinkerfassade des ausgehenden Historismus mit Jugendstileinschlag, Kunststeingliederung, ehemals Laden, ortsentwicklungsgeschichtliche und baugeschichtliche Bedeutung | 09263224 |
|                                         | Mietshaus in geschlossener Bebauung | Weißestraße 5 (Karte)                                                                              | um 1895 (Mietshaus) | späthistoristische Putzfassade mit Putz- und Kunststeingliederungen, Läden, ortsentwicklungsgeschichtlich und baugeschichtlich von Bedeutung | 09262352 |
|                                         | Mietshaus in geschlossener Bebauung | Weißestraße 5a (Karte)                                                                             | 1900 (Mietshaus) | Klinkerfassade in Formen des ausgehenden Historismus mit Jugendstilanklängen, Kunststeingliederungen, Laden, ortsentwicklungsgeschichtlich und baugeschichtlich von Bedeutung | 09263215 |
|                                         | Mietshaus in geschlossener Bebauung | Weißestraße 5b (Karte)                                                                             | 1900 (Mietshaus) | späthistoristische Klinkerfassade mit Kunststeingliederung, ortsentwicklungsgeschichtlich und baugeschichtlich von Bedeutung | 09263216 |
|                                         | Mietshaus in geschlossener Bebauung | Weißestraße 5c (Karte)                                                                             | bezeichnet 1903 (Mietshaus) | Klinkerfassade des ausgehenden Historismus mit Jugendstilanklängen, Laden und Tordurchfahrt mit eisernem Torgitter, ortsentwicklungsgeschichtlich und baugeschichtlich von Bedeutung | 09262351 |
|                                         | Mietshaus in geschlossener Bebauung und in Ecklage | Weißestraße 5d (Karte)                                                                             | vor 1900 (Mietshaus) | späthistoristische Klinkerfassade mit Putz- und Kunststeingliederungen, Eckrisalit, drei Läden, ortsentwicklungsgeschichtlich und baugeschichtlich von Bedeutung | 09263213 |
|                                         | Mietshaus in geschlossener Bebauung | Weißestraße 6 (Karte)                                                                              | um 1900 (Mietshaus) | Klinkerfassade des ausgehenden Historismus, Kunststein- und Klinkergliederungen, ortsentwicklungsgeschichtlich und baugeschichtlich von Bedeutung | 09263223 |
|                                         | Mietshaus in geschlossener Bebauung | Weißestraße 7 (Karte)                                                                              | 1900 (Mietshaus) | späthistoristische Klinkerfassade mit Klinker- und Kunststeingliederungen, ehemals mit Gaststätte, ortsentwicklungsgeschichtlich und baugeschichtlich von Bedeutung | 09263212 |
|                                         | Mietshaus in geschlossener Bebauung | Weißestraße 8 (Karte)                                                                              | um 1900 (Mietshaus) | Klinkerfassade des ausgehenden Historismus, Kunststeingliederungen, Tordurchfahrt, ortsentwicklungsgeschichtlich und baugeschichtlich von Bedeutung | 09263222 |
|                                         | Mietshaus in geschlossener Bebauung | Weißestraße 9 (Karte)                                                                              | bezeichnet1901 (Mietshaus) | mit Laden, Klinkerfassade des ausgehenden Historismus, Kunststeingliederungen, seitliche Achsen in den Obergeschossen als flache Vorlagen hervorgehoben, Laden, ortsentwicklungsgeschichtlich und baugeschichtlich von Bedeutung | 09263211 |
|                                         | Mietshaus in geschlossener Bebauung | Weißestraße 10 (Karte)                                                                             | um 1900 (Mietshaus) | späthistoristische Klinkerfassade mit Klinker- und Kunststeingliederungen, ortsentwicklungsgeschichtlich und baugeschichtlich von Bedeutung | 09263221 |
|                                         | Mietshaus in geschlossener Bebauung | Weißestraße 11 (Karte)                                                                             | 1900 (Mietshaus) | späthistoristische Klinkerfassade mit Klinker- und Kunststeingliederungen, Läden, ortsentwicklungsgeschichtlich und baugeschichtlich von Bedeutung | 09263210 |
|                                         | Doppelmietshaus (Breslauer Straße 29 und Weißestraße 13) in geschlossener Bebauung und in Ecklage | Weißestraße 13 (Karte)                                                                             | 1900 (Doppelmietshaus) | Klinkerfassade des ausgehenden Historismus mit Jugendstilanklängen, reiche Putz- , Klinker- und Kunststeingliederung, Eck- und Seitenrisalite mit Schaugiebeln, Ecktürmchen, drei Läden, straßenbildprägend, ortsentwicklungsgeschichtlich und baugeschichtlich von Bedeutung | 09263209 |
|                                         | Mietshaus in geschlossener Bebauung und in Ecklage | Weißestraße 14 (Karte)                                                                             | um 1900 (Mietshaus) | Klinkerfassade in vorwiegend späthistoristischen Formen, Kunststeingliederungen, Eckrisalit mit Polygonalhaube, als Eckgebäude straßenbildprägend, ortsentwicklungsgeschichtlich und baugeschichtlich von Bedeutung | 09263217 |
|                                         | Mietshaus in halboffener Bebauung | Weißestraße 15 (Karte)                                                                             | 1900 (Mietshaus) | Klinkerfassade zwischen Späthistorismus und Jugendstil, Kunststeingliederungen, Tordurchfahrt, ortsentwicklungsgeschichtlich und baugeschichtlich von Bedeutung | 09263205 |
|                                         | Mietshaus in geschlossener Bebauung | Weißestraße 17 (Karte)                                                                             | 1900 (Mietshaus) | Klinkerfassade in Formen des ausgehenden Historismus mit Jugendstilanklängen, Kunststeingliederungen, Tordurchfahrt und ehemals Laden, ortsentwicklungsgeschichtlich und baugeschichtlich von Bedeutung | 09263204 |
|                                         | Doppelmietshaus in geschlossener Bebauung | Weißestraße 18; 18a (Karte)                                                                        | um 1900 (Doppelmietshaus) | schlichte, offensichtlich etwas reduzierte Putzfassade mit Putzgliederung, mittiges Zwerchhaus mit Dreieckgiebel, Giebelgesims auf Konsolen, Tordurchfahrt und Laden, ortsentwicklungsgeschichtlich von Bedeutung | 09263154 |
|                                         | Mietshaus in geschlossener Bebauung | Weißestraße 19 (Karte)                                                                             | um 1900 (Mietshaus) | Klinkerfassade des ausgehenden Historismus, Kunststeingliederungen, ortsentwicklungsgeschichtlich von Bedeutung | 09263203 |
| Direkt Bild zu diesem Denkmal hochladen | Fabrikgebäude | Weißestraße 20; 20a (Karte)                                                                        | 1897 (Fabrikgebäude) | von der Straße eingerückter, historistischer Klinkerbau mit aufwändiger Klinkergliederung, Zeugnis für die Geschichte der international renommierten Klavierbaufirma Wilhelm Schimmel sowie für die Bedeutung Leipzigs als eines der Zentren des deutschen Klavierbaus, Gebäude später von der Radioindustrie genutzt (VEB Funkwerk Leipzig), ortsgeschichtlich, baugeschichtlich und industriegeschichtlich von Bedeutung | 09304744 |
|                                         | Mietshaus in geschlossener Bebauung | Weißestraße 22 (Karte)                                                                             | um 1910 (Mietshaus) | Putzfassade im Reformstil um 1910, Putzgliederungen, Doppelerker, in Zwerchhäusern endend und durch Balkone mit schmiedeeisernen Gittern flankiert, ehemals Laden, ortsentwicklungsgeschichtlich und baugeschichtlich von Bedeutung | 09263219 |
|                                         | Mietshaus in geschlossener Bebauung | Weißestraße 26 (Karte)                                                                             | um 1900 (Mietshaus) | Klinkerfassade in späthistoristischen Formen mit Jugendstileinschlag, Kunststeingliederungen, Tordurchfahrt und Läden, ortsentwicklungsgeschichtlich und baugeschichtlich von Bedeutung | 09263220 |
|                                         | Mietshaus in geschlossener Bebauung und Werkstattgebäude im Hof | Weißestraße 28 (Karte)                                                                             | 1899 (Mietshaus), 1899 (Werkstatt) | späthistoristische Klinkerfassade mit Kunststein- und Klinkergliederungen, Tordurchfahrt und Laden, ortsentwicklungsgeschichtlich und baugeschichtlich von Bedeutung Denkmaltext Vom 24. Mai 1899 datiert der Bauantrag für ein Wohn- und ein Hofgebäude der Bauherren Schneeweiß & Greil. Entwürfe für die Gebäude und ebenso die Gestaltung der fünfzehn Meter breiten Straßenfront lieferte Architekt Gustav Emil Reiche. Im Hofgebäude war ebenerdig eine Glaserwerkstatt, darüber ein Lager sowie im Keller Waschhaus, Lager und der Spänekeller vorgesehen. Ende November bereits erfolgte die Schlussabnahme. Bauzeitlich erstreckte sich die Erdgeschosswohnung mit angeschlossenem Laden nebst Lagerraum (mit Ausnahme der Durchfahrt) über die gesamte Fläche im Parterre, während die oberen Etagen jeweils zwei unterschiedlich große Wohnbereiche zur Anmietung boten. Im Jahr 1998 erfolgte eine Erweiterung der Ladenfläche eines Optikergeschäfts im bereits vorbildlich sanierten Gebäude. Zwischen rötlichem Klinkersockel und den hellen Verblendern der Obergeschosse präsentiert sich die verputzte Erdgeschosszone heute wieder mit Nutung. Auffallend sind die reiche Stuckdekoration in einigen Fensterverdachungen und in der Traufzone. Hier zeigen sich außergewöhnliche, weit vorkragende Konsolen mit Frauenköpfen, vor dem in der Bauzeit durchaus üblichen Zahnschnitt-Konsol-Fries. Farbliche Akzente setzen grünglasierte Mauersteine und eine Rollschicht roter Klinker im Sägeverband. Das zweigeschossige Werkstattgebäude im Hof ist 2019 noch unsaniert, weitgehend original erhalten. Im Vorderhaus bestechen Zugangsbereich und Treppenraum insbesondere mit Schablonenmalerei und Deckengemälde. Das Gebäude besitzt einen baugeschichtlichen und ortsentwicklungsgeschichtlichen Wert. LfD/2019 | 09263206 |
|                                         | Mietshaus in geschlossener Bebauung | Weißestraße 30 (Karte)                                                                             | 1899–1900 (Mietshaus) | späthistoristische Klinkerfassade mit Kunststein- und Klinkergliederungen, Tordurchfahrt und Laden, ortsentwicklungsgeschichtlich und baugeschichtlich von Bedeutung Denkmaltext In der Jahresmitte 1899 erging Bauantrag für ein Wohnhaus und eine Bäckerei im Hofgebäude, begehrt durch den ausführenden Maurermeister Karl Robert Nimsky. Entwürfe zur Unternehmung, zu dem auch ein Waschhaus und ein Stallgebäude zählten, steuerte der Architekt Gustav Liebmann bei. Später wurden „an Stelle des unterm 30. Juni concessionierten Seitengebäudes“ ein Werkstattgebäude und eine Waschküche genehmigt. Eine Schlussabnahme für Mietshaus und Waschküche erfolgte im Januar 1900, jene für das Tischlerwerkstattgebäude und einen beigestellten Holzschuppen im April. Eine geschäftliche Nutzung des Grundstücks erfolgte später durch den Möbelhändler Wilhelm Otto Vollmer, ab März 1940 durch die Fa. Erwin Ober, Spezialwerkstätten für Bau- und Jalousienartikel, Bauschlosserei und Oberlicht-Fensterbau. Sanierung ab 1998, der Anbau von hofseitigen Balkonen im Zeitraum 1999–2001. Das Erscheinungsbild ist im Parterre geprägt vom Tor der Durchfahrt und einem Ladeneinbau, der Verputz ist ohne Nutung geglättet und wirkt wenig vorteilhaft. In den Obergeschossen klammern zwei durch Verdachungen und Stuckdekor im Übergang vom Historismus zum Jugendstil aufwendiger gestaltete Fensterachsen rechts und links die Blendklinkerfassade: mit Dekorationen aus dunkelfarbigen Klinkern, kräftigen Kunststeinverdachungen, Gesimsen, Stuck- und Mauersteinkonsolen sowie Schablonenmalerei im Traufbereich. Das Wohngebäude besitzt einen baugeschichtlichen Wert. LfD/2019 | 09261947 |
|                                         | Mietshaus in geschlossener Bebauung | Weißestraße 32 (Karte)                                                                             | um 1900 (Mietshaus) | späthistoristische Klinkerfassade mit Kunststeingliederungen, Läden, ortsentwicklungsgeschichtlich und baugeschichtlich von Bedeutung | 09263207 |
|                                         | Mietshaus in geschlossener Bebauung und in Ecklage | Weißestraße 34 (Karte)                                                                             | bezeichnet 1900 (Mietshaus) | Klinkerfassade in Formen des ausgehenden Historismus, kräftige Kunststeingliederungen, abgeschrägte Ecke mit schmiedeeisernen Balkonen und Dreieckgiebel, Läden, ortsentwicklungsgeschichtlich und baugeschichtlich von Bedeutung | 09263208 |
|                                         | Mietshaus in geschlossener Bebauung | Weißestraße 36 (Karte)                                                                             | um 1910 (Mietshaus) | aufwändige Klinkerfassade des ausgehenden Historismus mit Kunststein- und Klinkergliederungen, wohl späterer seitliche Dachaufbau, Tordurchfahrt, ortsentwicklungsgeschichtlich und baugeschichtlich von Bedeutung | 09263199 |
|                                         | Mietshaus in geschlossener Bebauung | Weißestraße 38 (Karte)                                                                             | 1901 (Mietshaus) | Klinkerfassade des ausgehenden Historismus, Kunststein- und Klinkergliederungen, ortsentwicklungsgeschichtlich und baugeschichtlich von Bedeutung | 09263200 |
|                                         | Mietshaus in geschlossener Bebauung | Weißestraße 40 (Karte)                                                                             | 1900 (Mietshaus) | Klinkerfassade des ausgehenden Historismus mit Jugendstilanklängen, Kunststeingliederungen, ortsentwicklungsgeschichtlich und baugeschichtlich von Bedeutung | 09263201 |
|                                         | Mietshaus in geschlossener Bebauung und in Ecklage | Weißestraße 42 (Karte)                                                                             | um 1900 (Mietshaus) | späthistoristische Klinkerfassade mit Putz- und Steingliederungen, abgeschrägte Ecke mit Vorlage und Turmaufsatz, ehemals Eckladen, ortsentwicklungsgeschichtlich und baugeschichtlich von Bedeutung | 09263202 |
| Direkt Bild zu diesem Denkmal hochladen | Mietshaus in ehemals geschlossener Bebauung | Zuckelhäuser Straße 3 (Karte)                                                                      | 1910 (Mietshaus) | Putzfassade in jugendstiligen Formen, Putzgliederungen und Putzrelief (geflügelte Frauenmaske), ortsentwicklungsgeschichtlich von Bedeutung | 09263225 |
| Direkt Bild zu diesem Denkmal hochladen | Mietshaus in ehemals geschlossener Bebauung | Zuckelhäuser Straße 7 (Karte)                                                                      | um 1900 (Mietshaus) | späthistoristische Putzfassade mit Kunststeingliederungen, Tordurchfahrt und Gaststätte, ortsentwicklungsgeschichtlich von Bedeutung | 09263226 |
|                                         | Mietshaus in geschlossener Bebauung und in Ecklage | Zuckelhäuser Straße 9 (Karte)                                                                      | um 1900 (Mietshaus) | Klinkerfassade des ausgehenden Historismus, Kunststein- und Putzgliederungen, verbrochene Ecke mit attikaartigem Dachausbau, Läden, straßenbildprägendes Gebäude, ortsentwicklungsgeschichtlich und baugeschichtlich von Bedeutung | 09263227 |
|                                         | Mietshaus in geschlossener Bebauung und in Ecklage | Zuckelhäuser Straße 14 (Karte)                                                                     | 1910 (Mietshaus) | mit Läden, Klinkerfassade zwischen ausgehendem Historismus und Reformstil um 1910, Putz- und Kunststeingliederungen, Eck- und Seitenrisalite, über der Ecke verputzter Dachausbau, ortsentwicklungsgeschichtlich von Bedeutung | 09263228 |

## Ehemalige Kulturdenkmale in Stötteritz
| Bild                                    | Bezeichnung                     | Lage                                                                                  | Datierung                    | Beschreibung | ID       |
| --------------------------------------- | ------------------------------- | ------------------------------------------------------------------------------------- | ---------------------------- | --- | -------- |
| Weitere Bilder                          | Reihenhäuser einer Wohnsiedlung | Egon-Erwin-Kisch-Weg 6; 8; 10; 12; 14; 16; 18; 20; 22; 24; 26; 28; 30; 32; 34 (Karte) | 1923/1925 (Wohnanlage)       | aufgegangen in anderer ID; Reihenhäuser einer Wohnsiedlung mit Anliegerstraße und Platz, Vorgärten, Gärten und Teilen der originalen Einfriedungen sowie zwei rückwärtige Anliegerwege zu den Gärten; Putzfassaden | 09264749 |
|                                         | Mietshaus                       | Ferdinand-Jost-Straße 42 (Karte)                                                      | um 1910 (Mietshaus)          | Mietshaus in geschlossener Bebauung mit Laden; Putzfassade | 09262554 |
|                                         | Mietshaus                       | Holzhäuser Straße 74 (Karte)                                                          | um 1865 (Mietshaus)          | Spätklassizistisches Mietshaus in halboffener Bebauung mit Seitenflügel im Hof; Putzfassade | 09264824 |
|                                         | Wohnhaus                        | Lange Reihe 17 (Karte)                                                                | um 1780 & um 1860 (Wohnhaus) | Wohnhaus giebelständig zur Straße mit Anbau parallel zur Straße und Nebengebäude im Hof sowie Hofpflasterung; ehemals mit Fleischerei; Fachwerkgebäude; abgerissen 2015/2016                                       | 09264864 |
|                                         | Mietshaus                       | Lange Reihe 50 (Karte)                                                                | um 1895 (Mietshaus)          | Mietshaus in geschlossener Bebauung mit Tordurchfahrt; Klinkerfassade; Rückseite Winterfenster | 09264876 |
|                                         | Eisenbahnüberführung            | Papiermühlstraße (Karte)                                                              | 1906 (Eisenbahnbrücke)       | Eisenbahnüberführung Stötteritzer Straße, Strecke 6361 Leipzig/Hbf-Leipzig/Connewitz; Streckenkilometer 5955; Stahlbalkenbrücke; genietete Vollwandkonstruktion; 2012–2014 entfernt und durch einen Neubau ersetzt | 09263018 |
| Direkt Bild zu diesem Denkmal hochladen | Mietshaus                       | Papiermühlstraße 21 (Karte)                                                           | 1870 (Mietshaus)             | Mietshaus in geschlossener Bebauung mit Garten; Hauseingang mit Stuckgliederung | 09264997 |
|                                         | Wohnhaus                        | Prager Straße 177 (Karte)                                                             | 1911 (Wohnhaus)              | Wohnhaus in offener Bebauung für die Beschäftigten des Wasserwerks (Klinkerfassade) | 09263028 |
| Direkt Bild zu diesem Denkmal hochladen | Mietshaus                       | Schönbachstraße 91 (Karte)                                                            | um 1905 (Mietshaus)          | Mietshaus in halboffener Bebauung; Putzfassade; farbig verglaste Treppenhausfenster; Stuck und Terrazzo im Eingangsbereich                                                                                         |          |
| Direkt Bild zu diesem Denkmal hochladen | Mietshaus                       | Sommerfelder Straße 32 (Karte)                                                        | 1875 (Mietshaus)             | Mietshaus in ehemals geschlossener Bebauung mit Laden; Putzfassade, Laden original | 09263115 |